# Main (rivière)
Pour les articles homonymes, voir Main (homonymie).
Le Main (on trouve aussi Mein) est un cours d'eau allemand, qui arrose notamment Francfort et conflue avec le Rhin sur sa rive droite, entre Wiesbaden et Mayence.

## Étymologie et orthographe
L'hydronyme Main est d'origine celtique ; les Celtes appelaient cette rivière Moïn ou peut-être Mogin. Lorsqu'au début du Ier siècle, les Romains occupèrent militairement la vallée, ils latinisèrent ce nom en Moenus : la première mention de cette latinisation (Moenis) nous est fournie par la Chorographia de Pomponius Mela (vers 43/44 de notre ère) ; on retrouve ce mot ensuite entre autres chez Pline (Naturalis historia) ou Tacite (Germania). Il y a des rivières de même nom en Irlande (Maoin) et en Grande-Bretagne (Meon, lat. maionus). Plusieurs thèses s'affrontent sur la signification de l'étymon : certains auteurs le relient à la racine indo-européenne mei qui signifie « eau » (cf. letton maina ou le lituanien maiva: « marécage ») ; d'autres auteurs à une frontière naturelle (cf. latin moenia: murailles). Au Moyen Âge, l'appellation la plus commune de cette rivière était Moyn ou Moyne ; quant à la forme Meyn, elle n'apparaît pour la première fois dans les sources écrites qu'au XIVe siècle et persiste jusqu'au XIXe siècle, sous la forme « Mein ». Au milieu du XXe siècle, le Consulat général de France à Francfort-sur-le-Main écrivait lui aussi encore « Mein ». Depuis, l'orthographe allemande a été reprise en français.
Dans les régions riveraines du Main, on lui donne les noms suivants :
- Maa en Haute-Franconie ;
- Mee en Basse-Franconie orientale ;
- Moa dans la région de Wertheim, de Miltenberg et dans l'arrondissement d'Aschaffenburg ;
- Mää à Aschaffenburg même ;
- Maa (parfois nasalisé, parfois muet), autour de Seligenstadt et de Francfort.

## Hydrographie

### Vue d'ensemble
Le Main se forme de la jonction de deux rivières :
- le Main blanc, venu du Fichtelgebirge ;
- le Main rouge, issu du massif du Jura franconien.

Il arrose sur 524 km les Länder de Bavière, Hesse et Bade-Wurtemberg.
Il forme de grands méandres dans sa partie centrale et traverse les villes de Bayreuth (Main rouge), Bamberg, Wurtzbourg, Aschaffenbourg et Francfort, où son débit atteint 190 m3/s.
En face de Wiesbaden, dans le quartier de Mainz-Kostheim, le Main se jette dans le Rhin.
Lorsque l'on parle de la longueur du Main, il convient de préciser les embranchements considérés. Si l'on part de sa source la plus longue, le Main Rouge, sa longueur est de 527 km ; avec sa source secondaire, le Main Blanc, elle n'est plus que de 518 km ; enfin le Main proprement dit, abstraction faite de ces deux lits amonts, est long de 472 km. À 81 km à l'aval de la confluence des deux Main, la rivière reçoit les apports de la Regnitz, qui est nettement plus grosse que le Main. Si donc l'on considère le cours de la Regnitz, de son affluent la Rednitz y compris la Rezat franconienne, on obtient une longueur de 553 km. Cela faisait du Main, jusqu'à la Réunification allemande, le plus long cours d'eau situé entièrement sur le territoire de la République Fédérale.
Le bassin hydrographique du Main et de ses affluents recouvre 27 292 km2, soit la plus grande partie de la Franconie, la pointe septentrionale de la Bade et la moitié de la Hesse méridionale. Il confine au sud au bassin hydrographique du Danube (la source du Fichtelnaab, qui se déverse dans la Mer Noire via la Naab et le Danube, ne se trouve qu'à quelques centaines de mètres au sud de la source du Main Blanc) ; la ligne de crête entre ces deux bassins forme une partie de la Ligne de partage des eaux Atlantique/Mer du Nord.
Avec un débit moyen de 225 m3/s, le Main est le quatrième plus impétueux affluent du Rhin après l’Aar (560 m3/s), la Meuse (357 m3/s) et la Moselle (315 m3/s).
La section navigable de la rivière, longue de 388 km, part de Bamberg et rejoint depuis 1992 le Danube via le canal Rhin-Main-Danube. Les grands chalands viennent surtout de l'agglomération Rhin-Main, centrée sur Francfort.

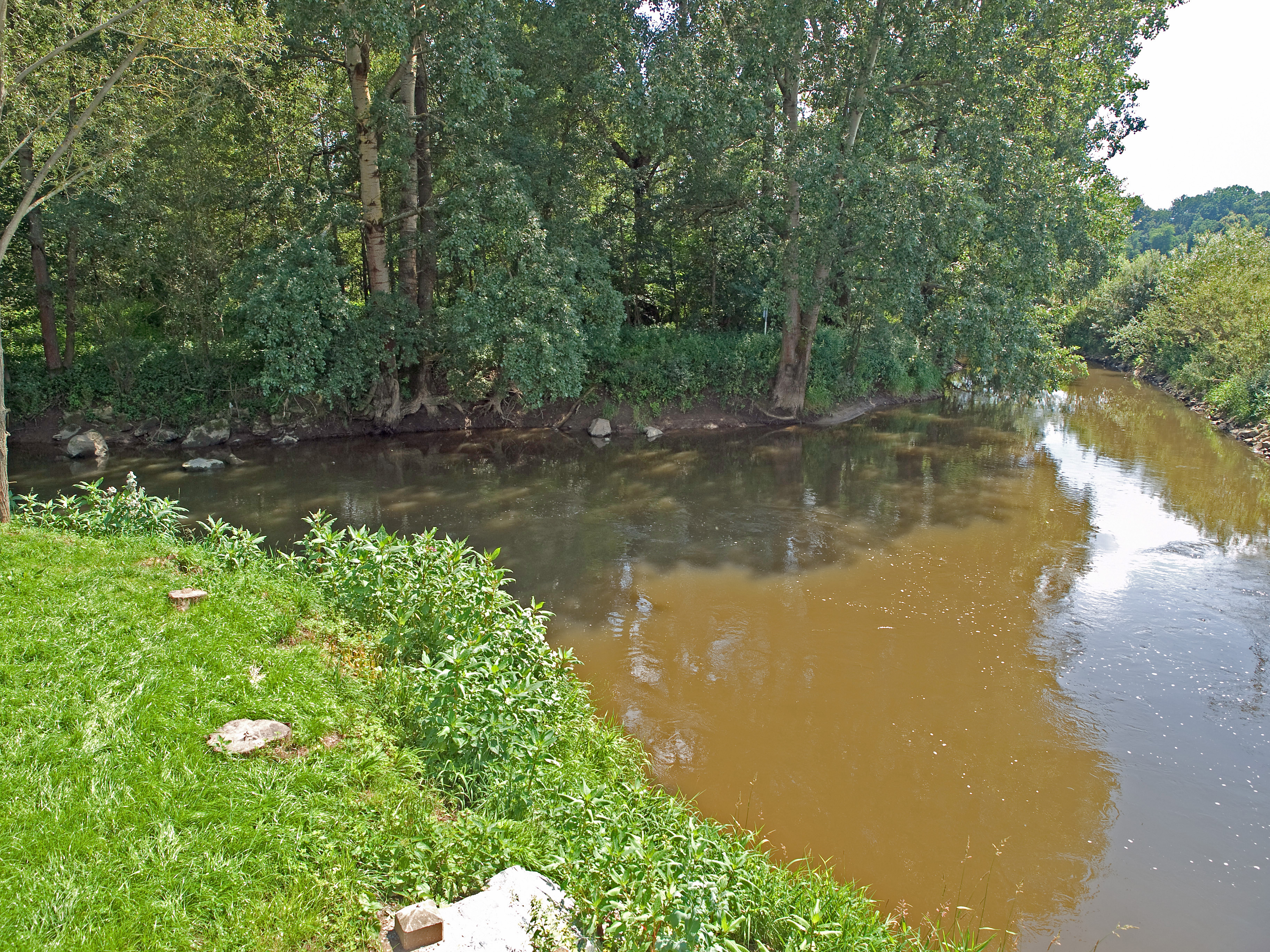
Confluence Main blanc (à gauche) - Main rouge (en haut).

Le Main s'écoule d'est en ouest par de larges boucles à travers la Haute-Franconie, la Basse-Franconie et la Hesse méridionale. Il arrose les villes de Bayreuth (Main Rouge), de Kulmbach, de Lichtenfels, de Schweinfurt, de Wurtzbourg, d’Aschaffenburg et de Francfort-sur-le-Main, puis débouche dans le Rhin au lieu-dit Mainspitze, face à la ville de Mayence.
Si le Main draine sur la plus grande partie de son cours le pays rural de Basse-Franconie, il est plus souvent associé à la plaine du Main inférieur qui va d'Aschaffenburg à Mayence, zone très urbanisée et entrecoupée d'importantes infrastructures de transport du bassin Rhin-Main.

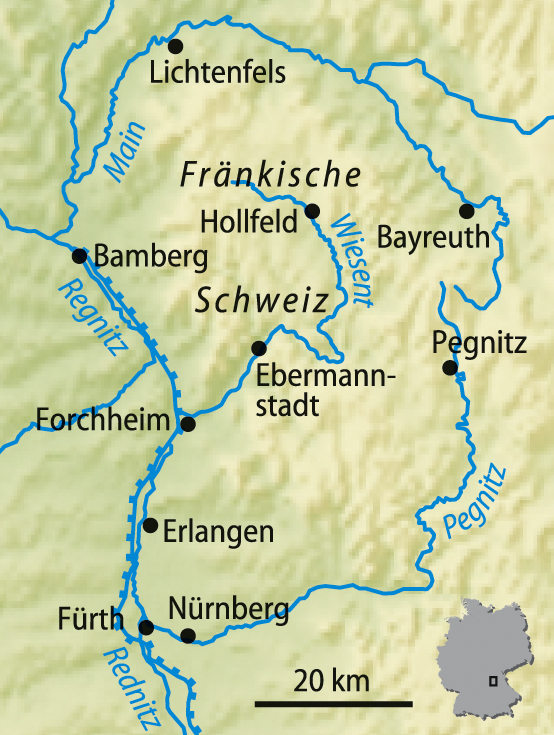
Le Main sert de frontière naturelle au nord de la Suisse franconienne.

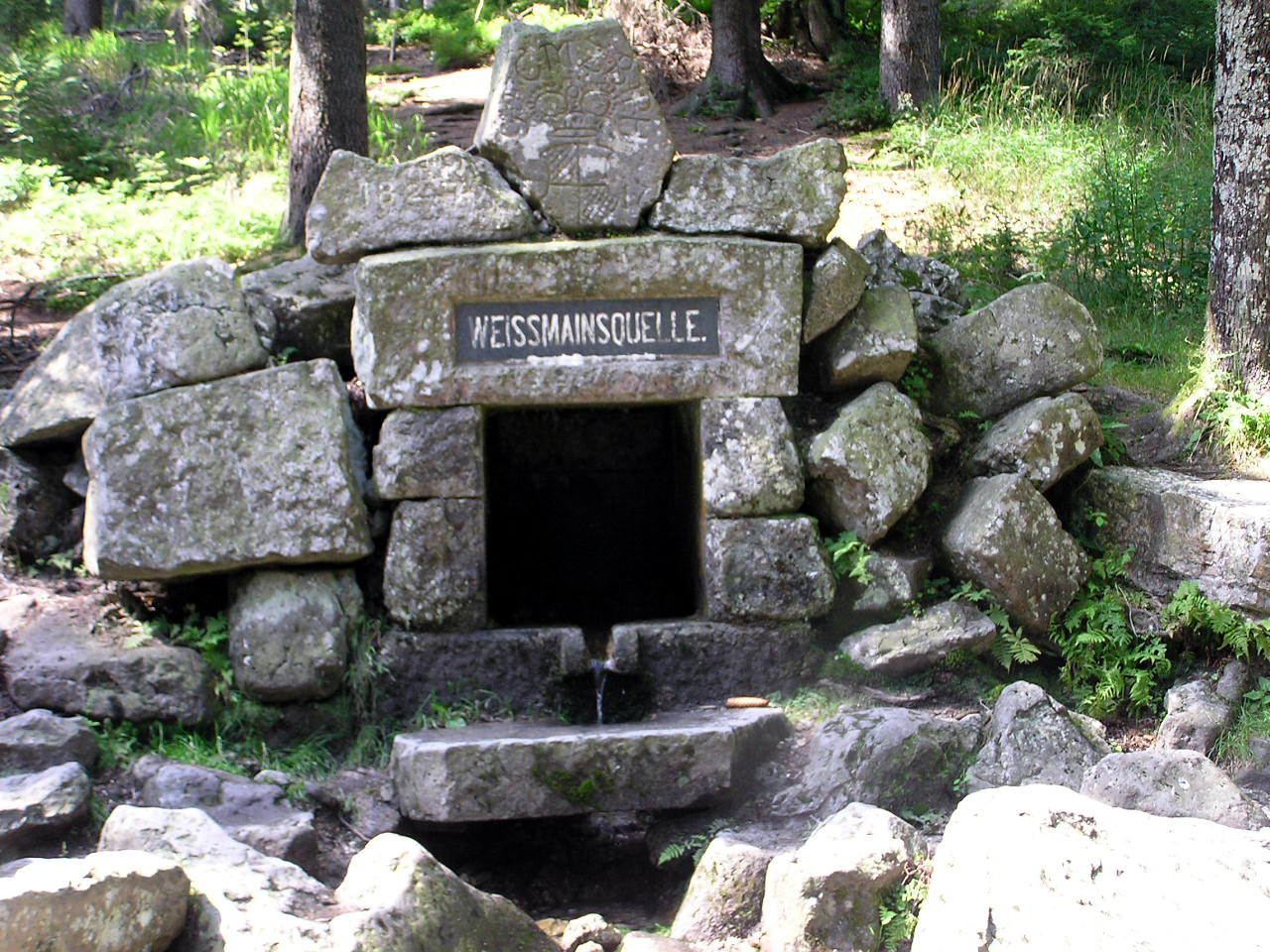
Source du Main Blanc.

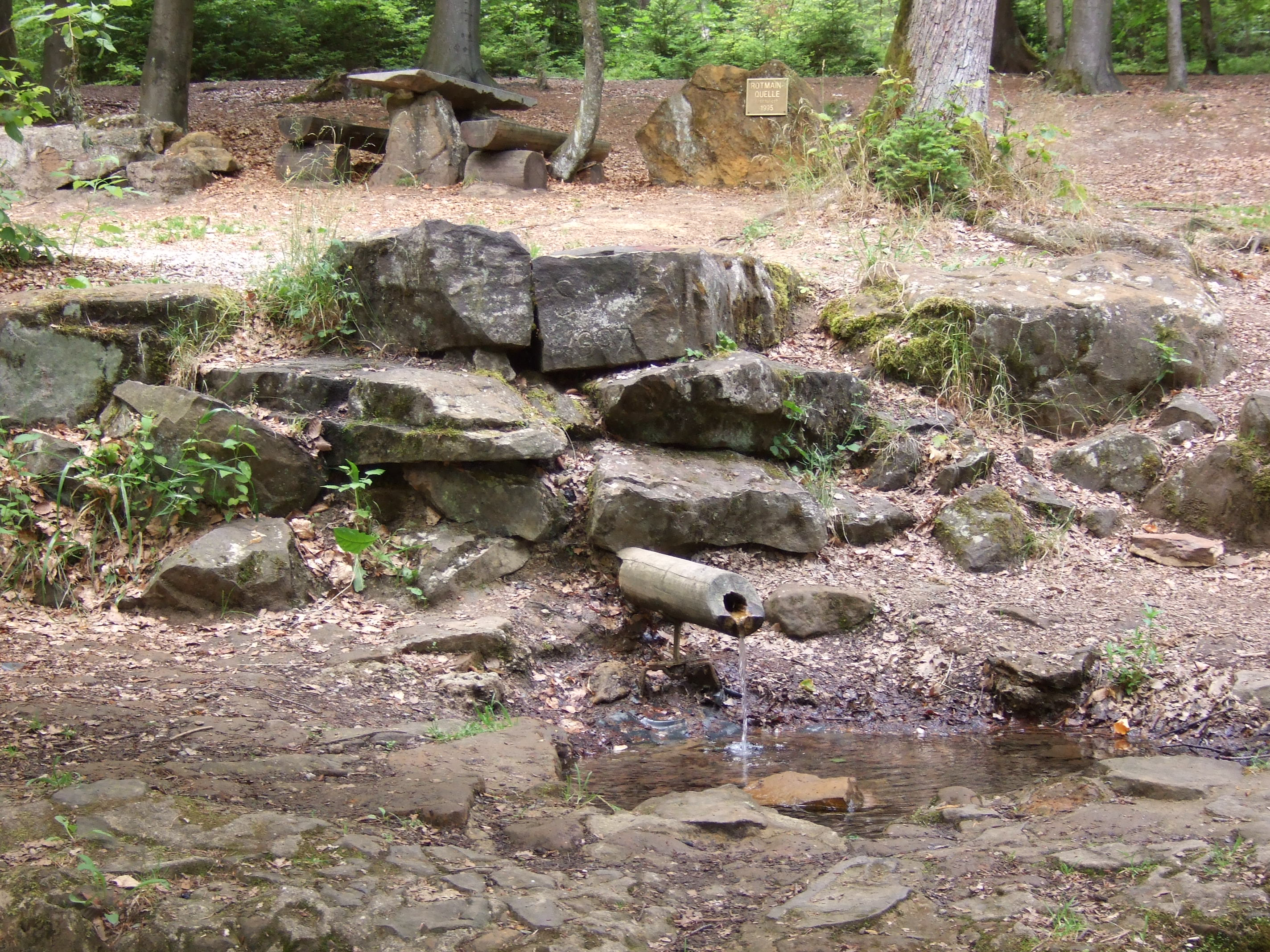
Source du Main Rouge.

Le Main est le produit de la confluence de deux rivières, le Weißer Main et le Roter Main. Les deux sources du Main confluent dans les faubourg ouest de Kulmbach, au château de Steinenhausen : c'est là que commence le Main proprement dit.

### Le Main Blanc
Le Main Blanc (Weißer Main), d'une longueur de 41 km, est la source septentrionale. Il prend sa source dans les Monts du Fichtel (à 20 km à vol d'oiseau au nord-est de Bayreuth, au nord-ouest du Fichtelberg. La résurgence, creusée dans le granit, se trouve à 887 m d'altitude, sur le versant oriental de l’Ochsenkopf (alt. 1 024 m). Le Main Blanc traverse ensuite le massif de Bischofsgrün d'une altitude de 679 m, puis la ville d'eaux de Berneck, laquelle doit sa célébrité à l’abbaye cistercienne d’Himmelkron ; enfin, dépassant par le nord le Plassenburg, il arrose la ville de Kulmbach célèbre pour ses brasseries. Là, il est traverse un champ d'expansion de crues aménagé dès les années 1930.
Le Main Blanc doit son nom à la teinte d'albâtre des roches de granit à travers lesquelles il a tracé son lit, et qui confère à la rivière un aspect blanchâtre.

### Le Main Rouge
Le Main Rouge (Roter Main), d'une longueur de 73 km, est la source méridionale. Il prend sa source dans le Jura franconien, à 10 km au sud de Bayreuth, 5 km à l'ouest de Creussen. La résurgence, aménagée avec des canules en bois, se trouve dans la clairière de Lindenhardt, à 2 km au nord-ouest de Hörlasreuth. Cette rivière charrie les sédiments ferrugineux de son bassin versant, auxquels elle doit son nom.
Le premier village traversé par la rivière est Hörlasreuth, puis elle arrose le bourg de Creussen. Le Main Rouge s'écoule ensuite vers le nord jusqu'à Bayreuth puis vers le nord-ouest en traversant une large vallée par de multiples méandres.

### Le Main en Haute-Franconie
La haute vallée du Main se déploie entre la confluence de Kulmbach, au château de Steinenhausen, et les hauteurs de Bamberg. La rivière s'écoule d'abord vers l'ouest à travers une large vallée bordée par les coteaux septentrionaux du Jura franconien. Après Bayreuth et Kulmbach, elle arrose deux autres villes pittoresques : Burgkunstadt et sa forteresse carolingienne, et Lichtenfels, dont l'hôtel de ville, le château, le temple protestant et la porte de ville ont été conçus vers 1740 par Heinrich Dientzenhofer.

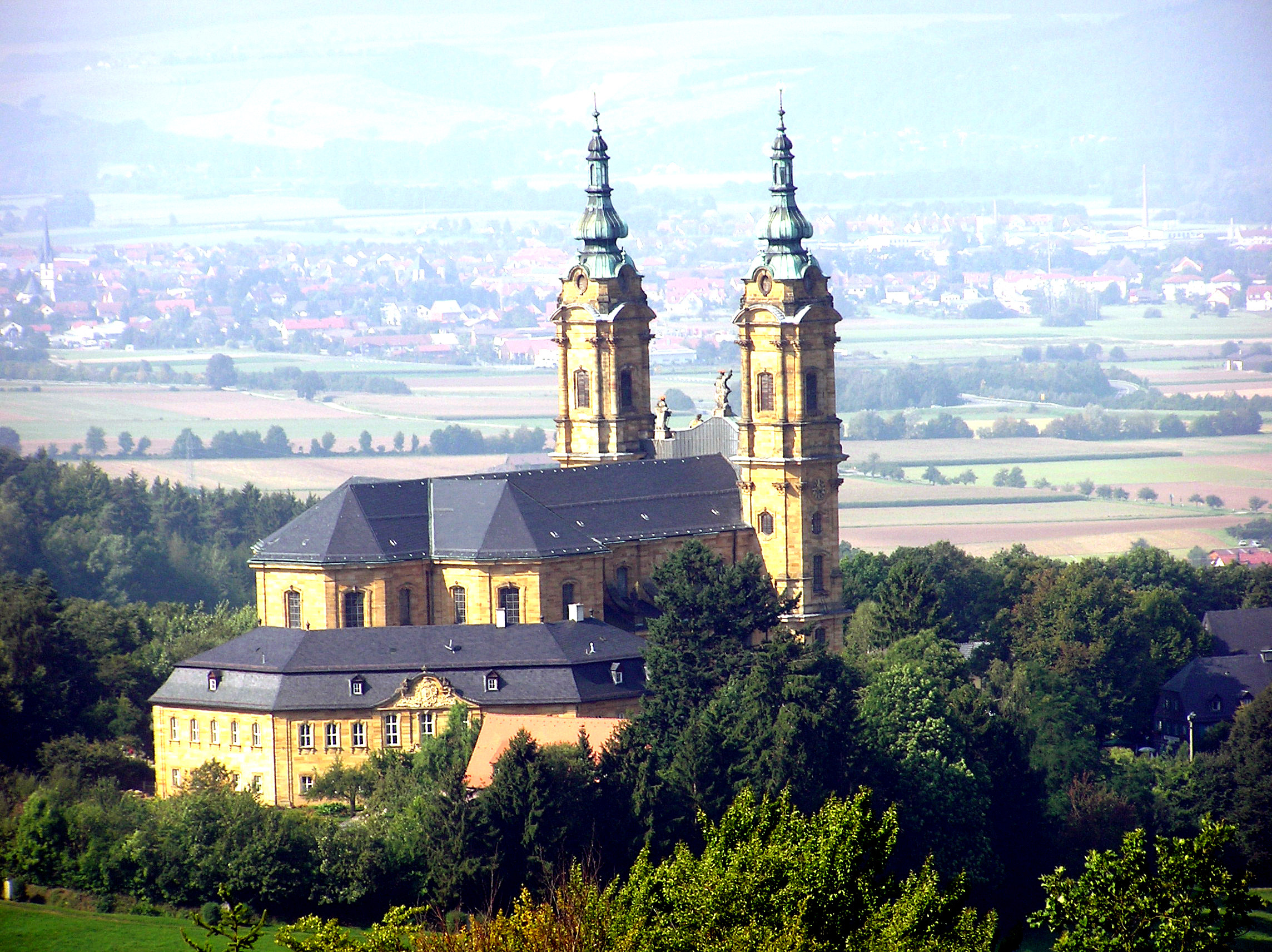
La basilique de Vierzehnheiligen surplombe la vallée du Main.
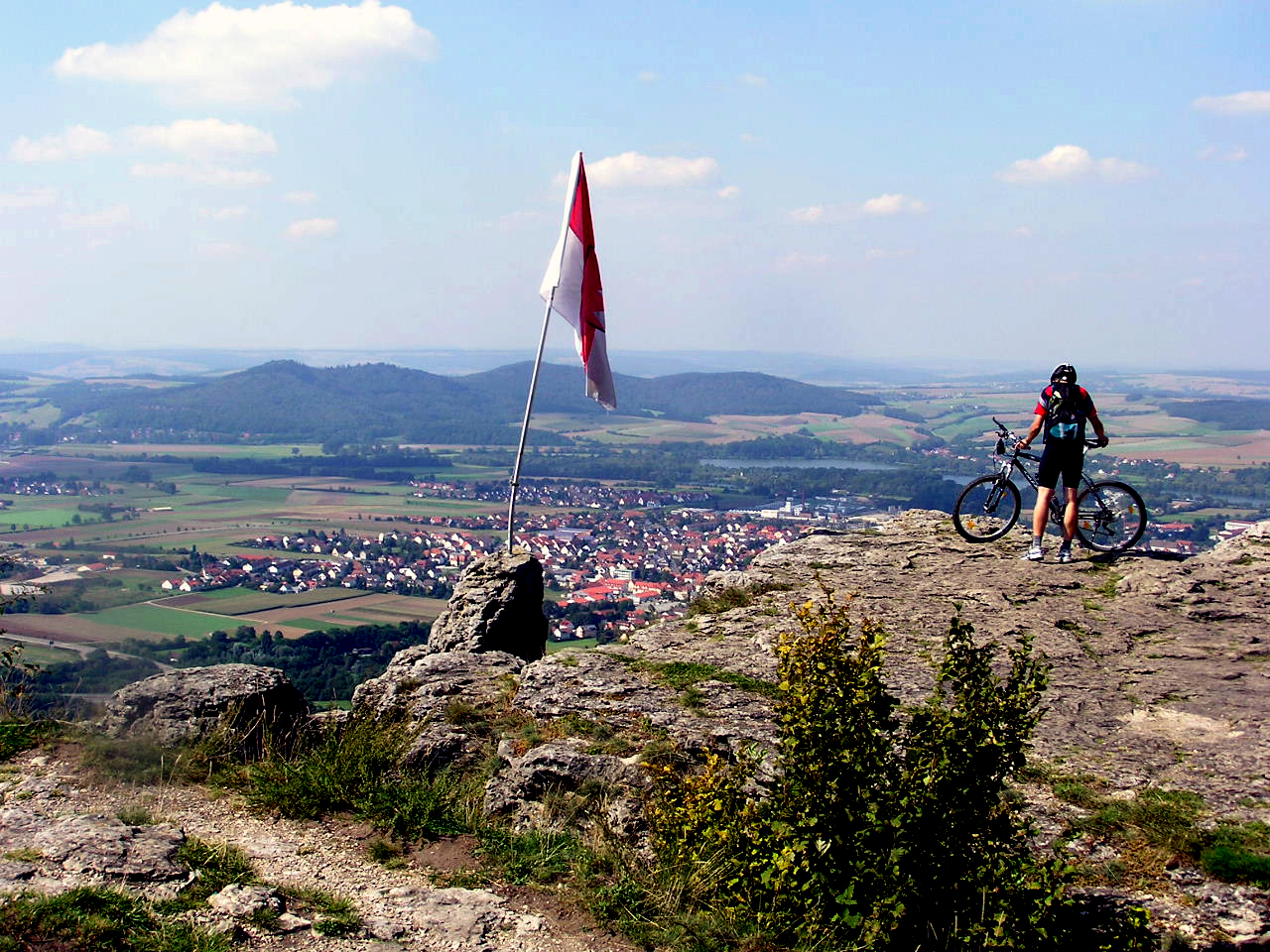
Le Staffelberg, la ville de Bad Staffelstein et la vallée du Main.
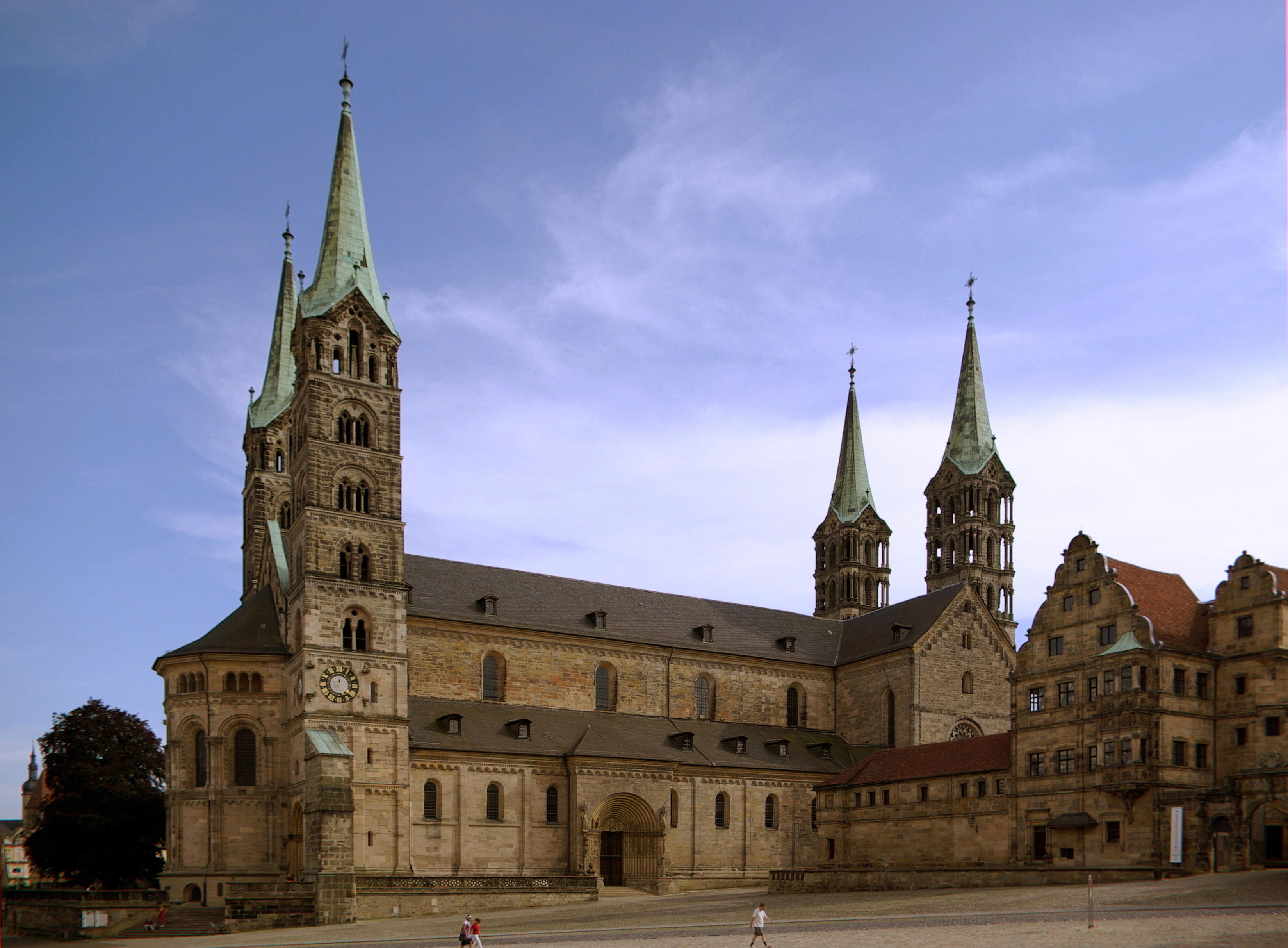
La cathédrale de Bamberg.
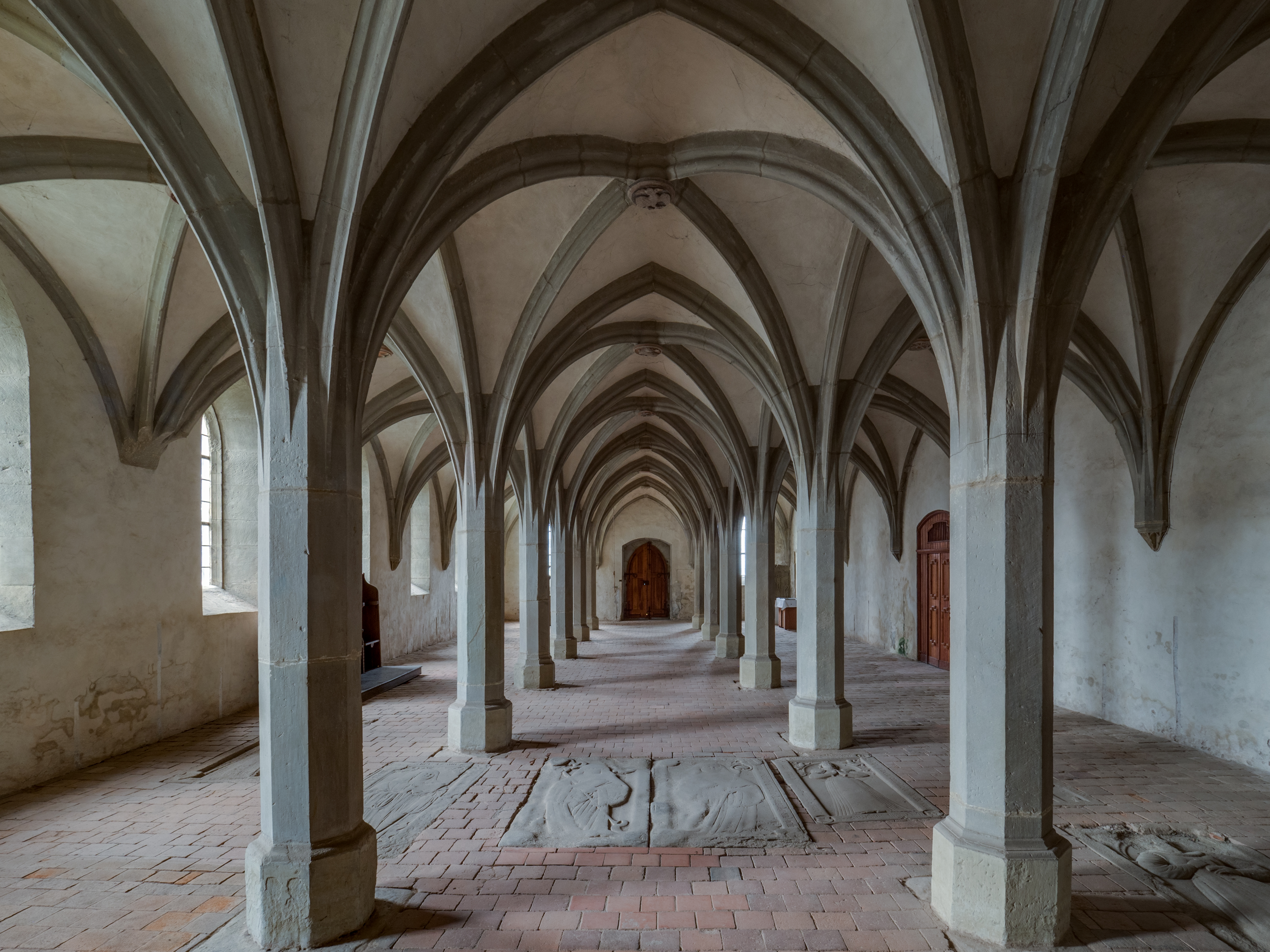
Crypte du monastère de Mariaburghausen.

À Burgkunstadt, la rivière se grossit des apports du Weismain, qu'il ne faut pas confondre avec le Main Blanc (Weisser Main).
De Lichtenfels au bourg de Bad Staffelstein, le Main irrigue une large vallée, au riche passé : on peut y voir, dressé sur une colline de la rive gauche, l'un des chefs-d'œuvre du baroque allemand, conçu d'après des plans de Balthasar Neumann, le sanctuaire de Vierzehnheiligen (il y a d'autres constructions de Neumann plus à l'aval, notamment dans la région de Wurtzbourg). Sur l'autre rive, il y a les magnifiques extensions baroques de l’abbaye bénédictine de Banz, fondée au XIe siècle.
En amont de la ville médiévale de Bad Staffelstein avec sa grande maison à colombages du XVIIe siècle, se dresse la colline du Staffelberg, haute de 540 m, dont le plateau rocheux a été colonisé dès le Néolithique. Au IIe siècle av. J.-C., le géographe grec Claude Ptolémée y situait l’oppidum celtique de Menosgada, abandonné vers 30 av. J.-C.
Puis, bifurquant vers le sud, le Main parcourt en de courts méandres une ripisylve, tourne à droite de l’Itz à Breitengüßbach et atteint au bout de quelques kilomètres au nord-ouest la ville-frontière de Bamberg. Là, il reçoit les apports de ce qui est de loin son plus gros affluent, la Regnitz , qui s'écoule dans la direction nord-ouest.
La vieille ville, dominée par la cathédrale de Bamberg romane et de nombreux faubourgs, s'étend sur les deux rives, ainsi que sur les quelques îles de la Regnitz, qui entoure le vieil hôtel de ville (XVe siècle). Ce centre-ville est l'un des mieux conservés d'Allemagne et a été classé pour cette raison au Patrimoine mondial de l’UNESCO en 1993.
C'est de Bamberg que part le canal Rhin-Main-Danube, inauguré en 1992, et destiné à desservir dès 1972 le bassin industriel de Nuremberg. Le kilomètre zéro du canal se trouve à la confluence de la Regnitz et du Main (Main-km 384,07) à Bischberg. À 2 km environ en amont de la confluence avec la Regnitz, on trouve en rive nord le port fluvial de Bamberg, inauguré en 1962. Dès 1846, le canal Ludwig reliait Bamberg sur le Main et Kelheim sur le Danube. Ce canal du XIXe siècle, détruit pendant la seconde guerre mondiale, a été désaffecté en 1950.
Le Main devient navigable à l'aval de Bamberg : il est à peu près rectiligne sur 20 km puis tourne vers l'ouest jusqu'à Schweinfurt. Il sépare les monts de Haszberge, en rive droite, de la cuesta de Steigerwald (rive gauche). Il y a là encore quelques belles petites villes comme la citadelle médiévale d'Eltmann, Zeil et les maisons à colombages de sa grande place, ou Haßfurt et sa chapelle des chevaliers, de style gothique, et enfin l'abbaye de Mariaburghausen au bord de la rivière. Il y a deux célèbres sanctuaires à Limbach et à Zeil. Schweinfurt marque l'entrée dans le « Triangle du Main », première section du fleuve à travers la Basse Franconie.

### Le Triangle du Main
Deux des côtés du Triangle du Main sont, d'une part, la ligne Schweinfurt—Frickenhausen am Main, et d'autre part Ochsenfurt et Gemünden : sur une carte, ces lignes forment un angle aigu ouvert au Nord. Au Moyen Âge, cette région, qui formait la moitié orientale du pays de Waldsassen, recouvre une bonne partie du Vignoble de Franconie.

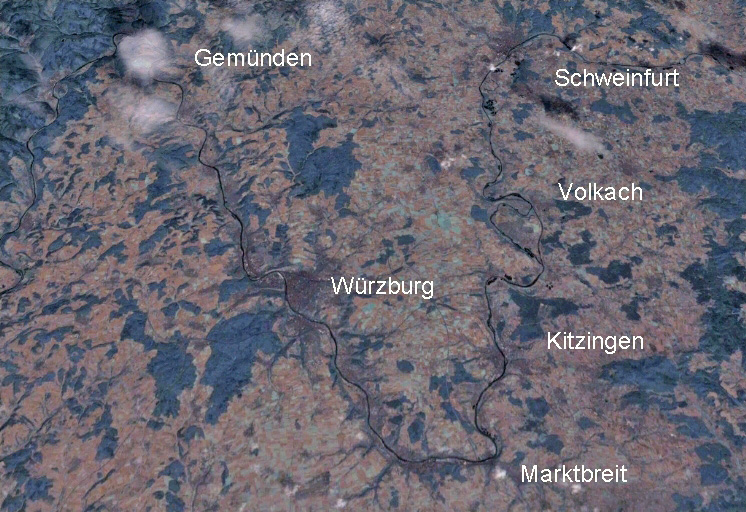
Le Triangle du Main et ses méandres à Volkach.
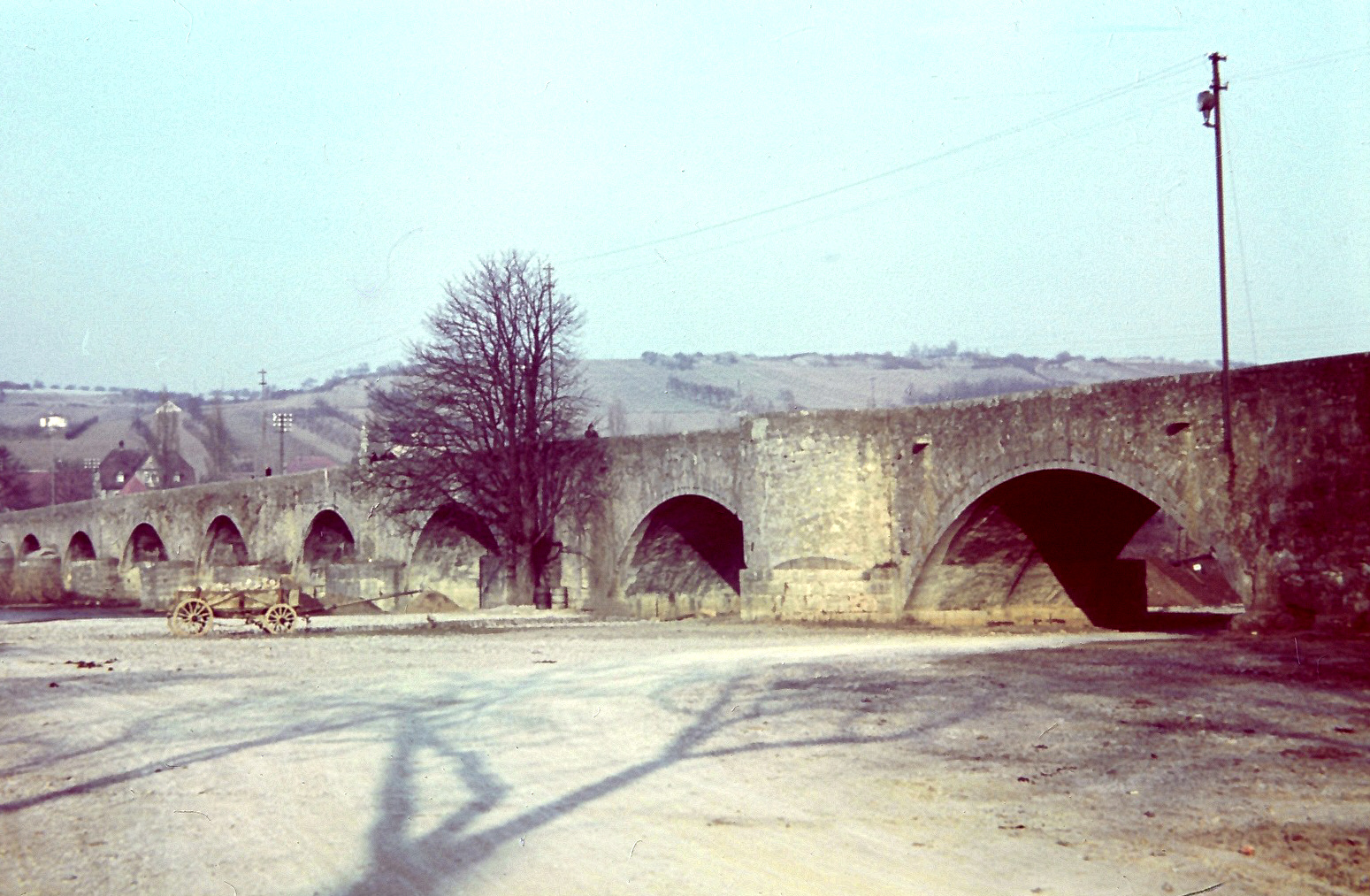
Le pont médiéval d’Ochsenfurt, détruit en 1945.
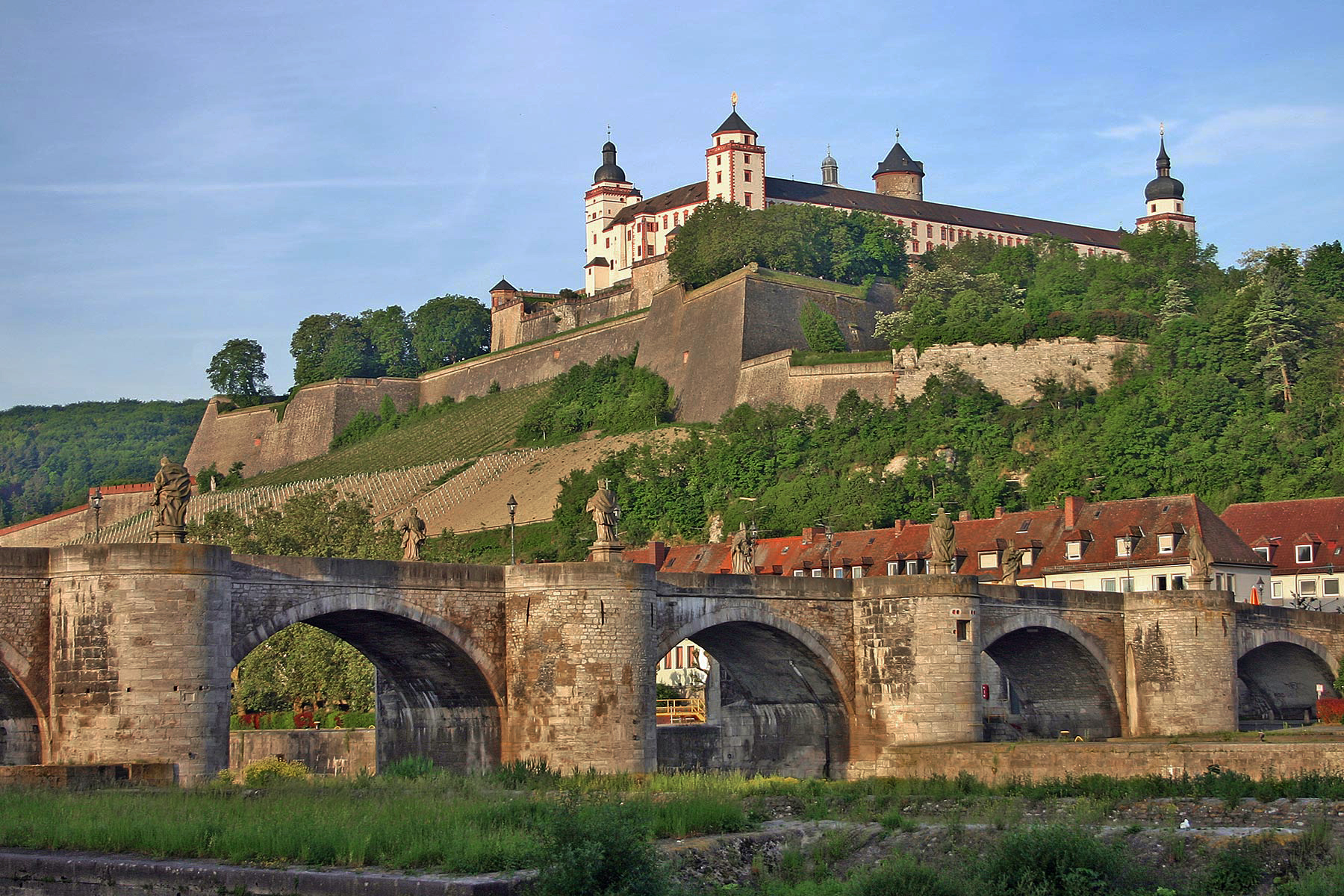
Le pont médiéval et les remparts de Wurtzbourg.
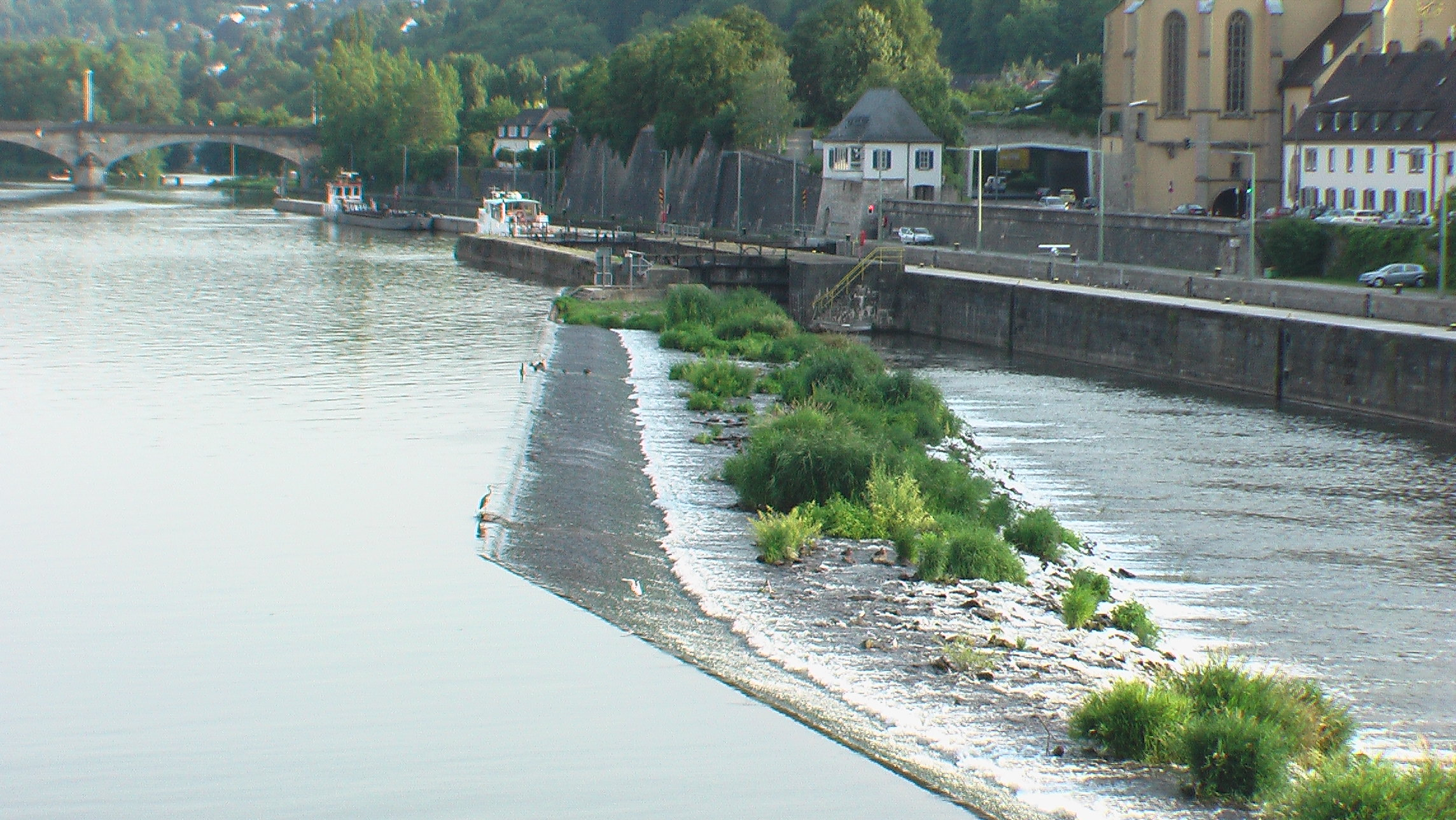
Déversoir latéral sur le Main à Wurtzbourg.
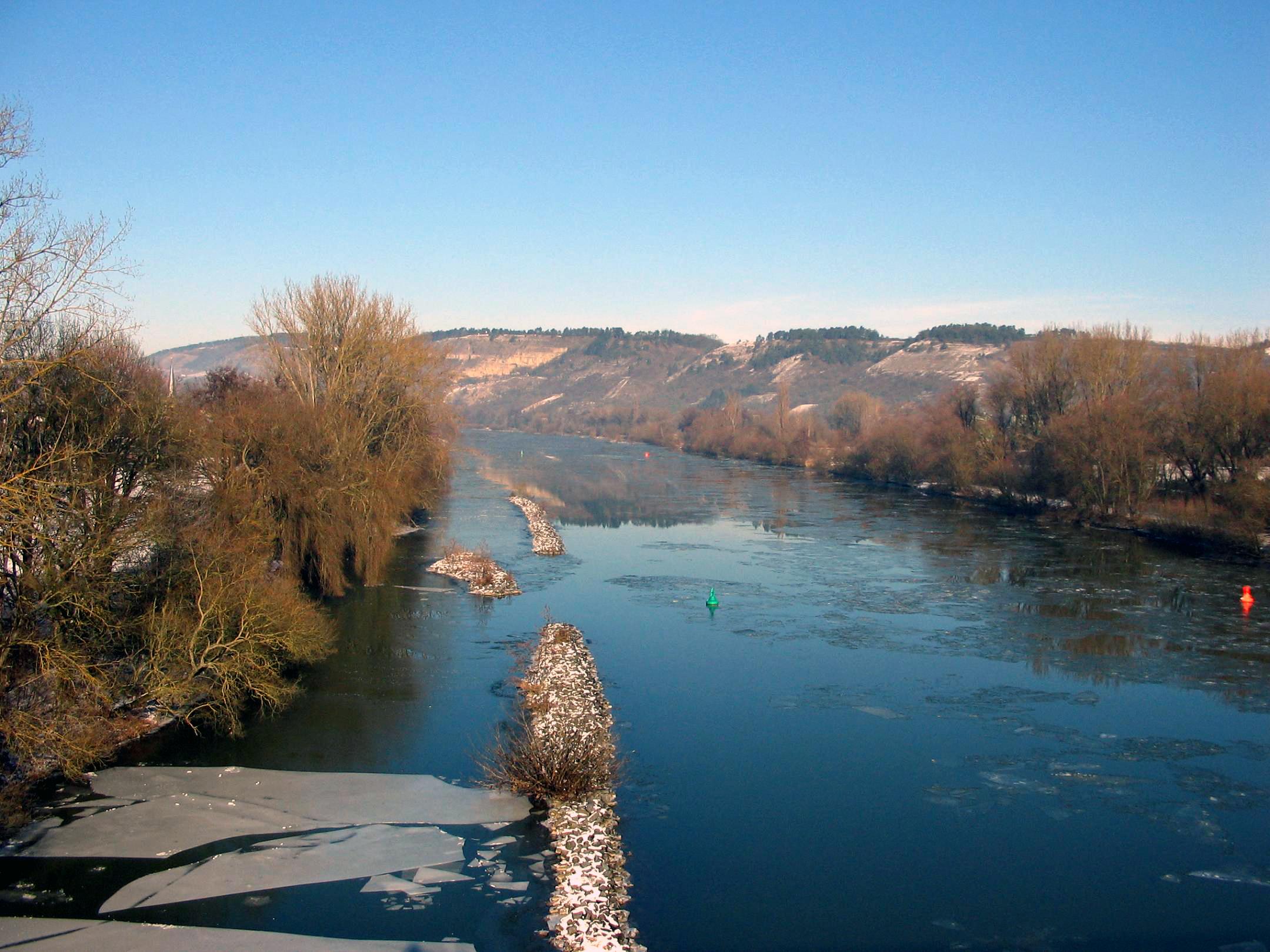
Le Main depuis le nouveau viaduc de Karlstadt.
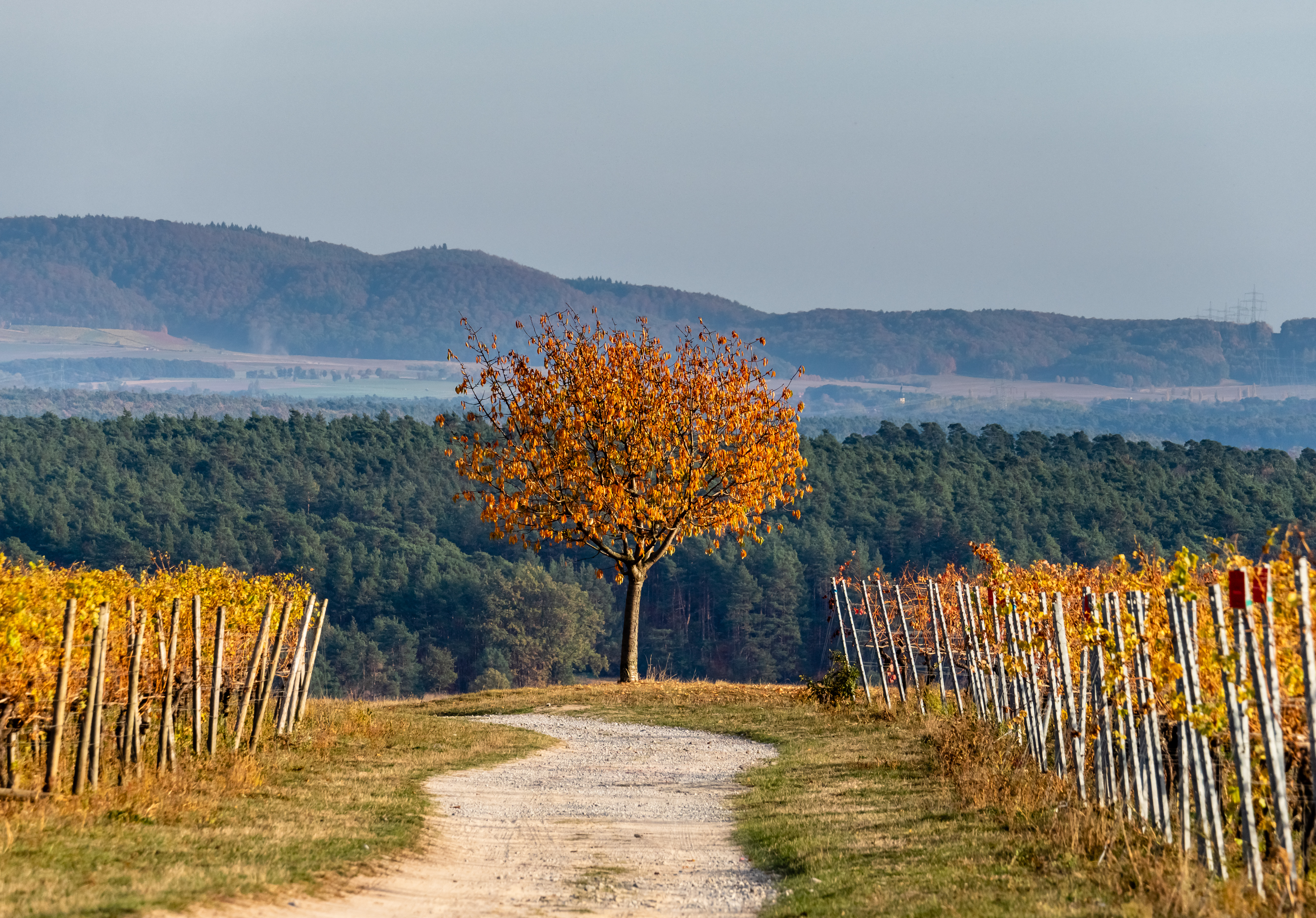
Vignobles près du château de Hallburg dans la région du Main. À l'arrière le Steigerwald. Octobre 2018.
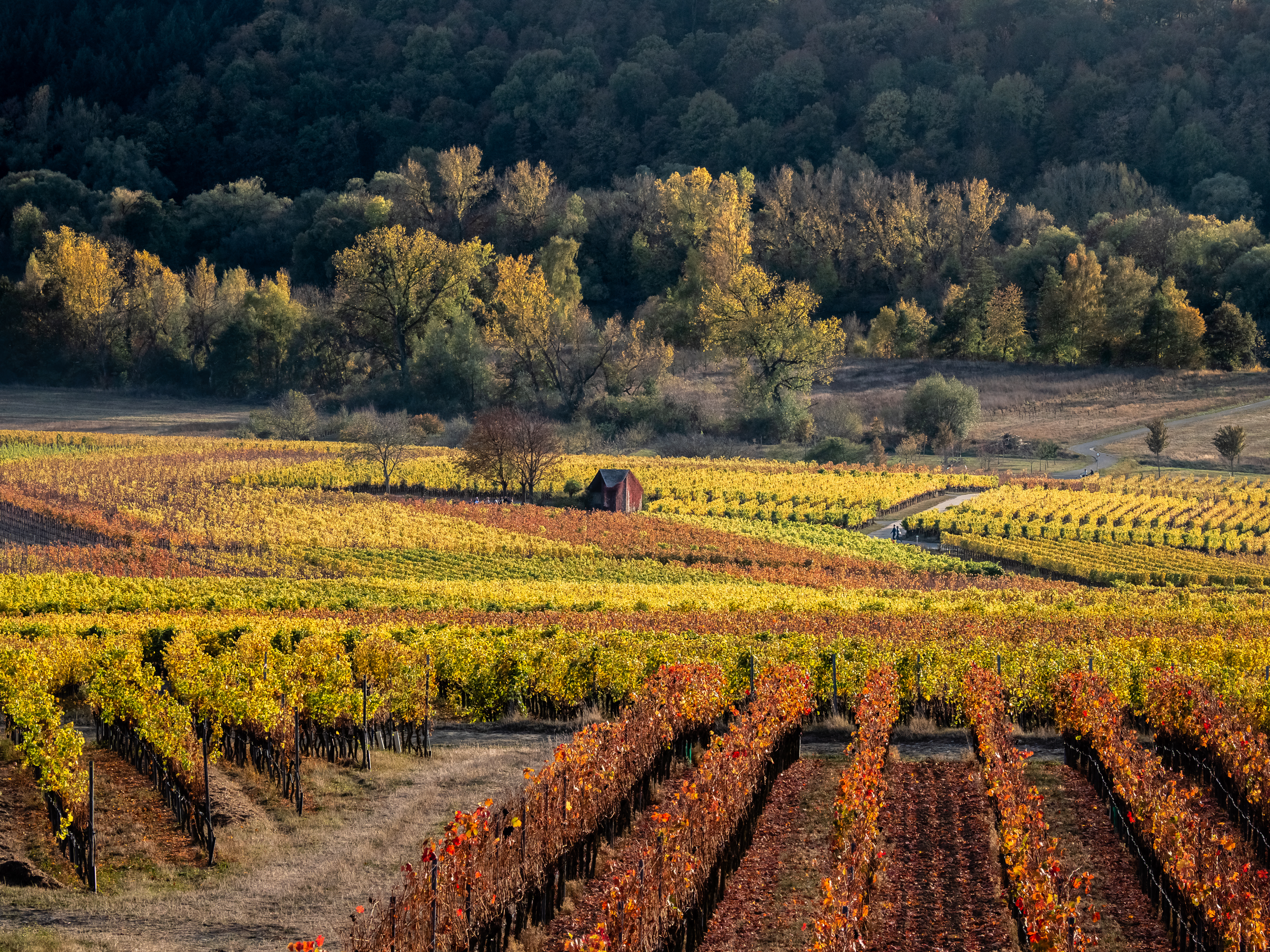
Dans la vallée du Main près de Sommerach. Octobre 2018.

En amont se trouve la Ville libre d'Empire de Schweinfurt, qui allait s'imposer plus tard comme le centre de l'industrie des roulements à billes : c'est la raison pour laquelle elle devint une cible privilégiée des bombardements de l’Operation Double Strike. Parmi les bijoux architecturaux de Schweinfurt, il faut citer l'ancien hôtel de ville (1572), l'un des chefs-d'œuvre de la Renaissance en Bavière.
À quelques kilomètres en aval de Schweinfurt, en rive gauche du Main, se dresse la centrale nucléaire de Grafenrheinfeld, dont les deux aéroréfrigérants, hauts chacun de 143 m, pompent l'eau du Main.
Au bout de 20 km, le long du côté où la rivière s'écoule vers le sud, on atteint les boucles du Main (Mainschleife) où se dresse la ville de Volkach, connue pour son vignoble et le sanctuaire de Maria im Weingarten. Le Main, au prix de larges méandres, contourne un éperon rocheux au sommet duquel s'élève l’abbaye de Vogelsburg, et d'où les autorités contrôlaient naguère le trafic fluvial. La moitié sud des boucles du Main n'est pas navigable jusqu'à Gerlachshausen à cause des faibles rayons de courbure à Escherndorf : il faut emprunter le canal latéral du Main et l'écluse de Gerlachshausen. Ce rescindement, long de 6 km et large de 30 m, a été aménagé entre 1950 et 1957 dans le cadre d'un programme de travaux d'intérêts généraux (Notstandsmaßnahme der wertschaffenden Arbeitslosenfürsorge). Ces travaux de terrassements ont formé une île artificielle, le Weininsel avec ses vignobles de Nordheim et de Sommerach, ainsi que le hameau de Hallburg, dépendant de Volkach. Les boucles du Main de Volkach ont été classées géotope et ZNIEFF par le Service de l’Environnement de Bavière (Bayerisches Landesamt für Umwelt).
À 10 km en aval, en rive gauche, se trouve l'Abbaye de Münsterschwarzach et son église monumentale, puis plus loin le bourg médiéval de Dettelbach avec ses remparts et son marché au vins.
Le marché aux vins historique de Kitzingen (pont médiéval, la tour de guet dite Falterturm), ainsi que les villes de Marktbreit (hôtel de ville de style Renaissance, échoppes de style baroque) et Ochsenfurt (hôtel de ville de style gothique et pont en pierre de 1519) se trouvent non loin de la pointe méridionale du Triangle du Main.
Les villes de Winterhausen, de Sommerhausen, d’Eibelstadt et de Randersacker s'alignent le long du bras occidental du Triangle du Main. Plus à l'aval, Wurtzbourg, la seconde plus grande ville de Franconie, s'étend sur les deux rives de la rivière. Son centre ville, en partie préservé, présente plusieurs édifices remarquables, tels la cathédrale romane ou la citadelle de Marienberg. Le palais baroque du prince-électeur, classé au patrimoine mondial, le palais d'été des princes-évêques de Wurtzbourg et le jardin rococo de la ville voisine de Veitshöchheim sont les œuvres de Balthasar Neumann.
Le côté occidental du Triangle du Main est bien moins urbanisé ; au nord-ouest de Wurtzbourg, les seules villes sont Karlstadt et Gemünden, qui marque la transition vers le « Carrefour du Main » (Mainviereck).

### Le Carré du Main
Les sommets de ce méandre dont la concavité est tournée vers le nord sont, dans l'ordre, les villes de Gemünden, de Wertheim, de Miltenberg et d’Aschaffenburg. Le Main vient ainsi contourner sur près de 100 km les contreforts méridionaux du massif du Spessart.
À Gemünden, le Main reçoit au nord-est les eaux de son principal affluent de rive droite, la Saale franconienne, puis à Lohr les apports de la principale rivière du Spessart, la Lohr. À partir de ce point, la vallée du Main, qui s'écoule vers le sud, devient plus encaissée ; elle est davantage boisée et campagnarde.
À huit kilomètres au sud de Lohr, en rive droite, la ville de Neustadt am Main s'est développée autour d'une abbaye bénédictine vieille de plus de 1250 ans. C'est à la fois de cette communauté et de Wurtzbourg qu'au VIIIe siècle se propagea l’évangélisation de la Francie Orientale. Une passerelle piétonne relie Neustadt au faubourg d'Erlach, ancien village de pêcheurs. Rothenfels et son château fort du XIIe siècle est, avec seulement un millier d'habitants la plus petite ville de Bavière. On ne retrouve des bourgs le long de la rivière (Marktheidenfeld et Wertheim) qu'à l'angle sud-est du Carré du Main.
Juste en amont de Wertheim, le Main déroule une nouvelle fois un long méandre, surnommé Himmelreich : sur les cinq kilomètres de cette courbe, il contourne un escarpement rocheux s'enfonçant vers le sud, dont la largeur se rétrécit jusqu'à 500 m.
La confluence avec la Tauber, dévalant du sud, se situe à Wertheim, ville médiévale dominée par les ruines de son château fort. À l'aval de Wertheim, le Main déroule ses méandres vers l'ouest, et dessine la frontière entre les Länder de Bade-Wurtemberg et de Bavière. Wertheim en rive gauche du Main était naguère badoise mais elle est aujourd'hui rattachée administrativement au Bade-Wurtemberg, alors que la ville en rive droite, Kreuzwertheim, la plus ancienne, est bavaroise.
Puis le paysage retrouve l'aspect de celui du côté oriental du Carré. Dans la vallée sinueuse et boisée encaissée par le Spessart au sud, les deux villes de Stadtprozelten et de Freudenberg sont dominées par leur château fort ; enfin, il s'y trouve le plus vieux village de la région, Dorfprozelten.
Le côté méridional du Carré du Main commence par la ville pittoresque de Miltenberg et ses maisons à colombages, à la confluence de la Mud. Plusieurs églises (celles de Francfort et de Mayence, entre autres) ont été édifiées avec des parpaings taillés dans le grès jaune du Trias de Miltenberg, acheminés par le Main.
La vallée suit de là la direction Nord : c'est dans cette section de la rivière, entre les plateaux d'Odenwald et du Spessart, que se trouvait encore au XVIIe siècle le village alémanique disparu de Grubingen, dont l'église Saint-Michel était encore intacte en 1778. Puis ce sont plusieurs bourgs ruraux, comme Klingenberg et Obernburg et son camp romain.
La densité de population augmente sensiblement vers l'aval du Main. Avec Aschaffenburg, on entre dans la conurbation Rhin-Main, seconde aire urbaine d'Allemagne par la taille. Le château de Johannisburg de style Renaissance, symbole de cette ville princière de l’Électorat de Mayence, se dresse en rive droite et surplombe l'extérieur d'une courbe du Main très étendue vers l'est ; un peu en aval, le roi Louis Ier y a fait construire son Pompeiianum.

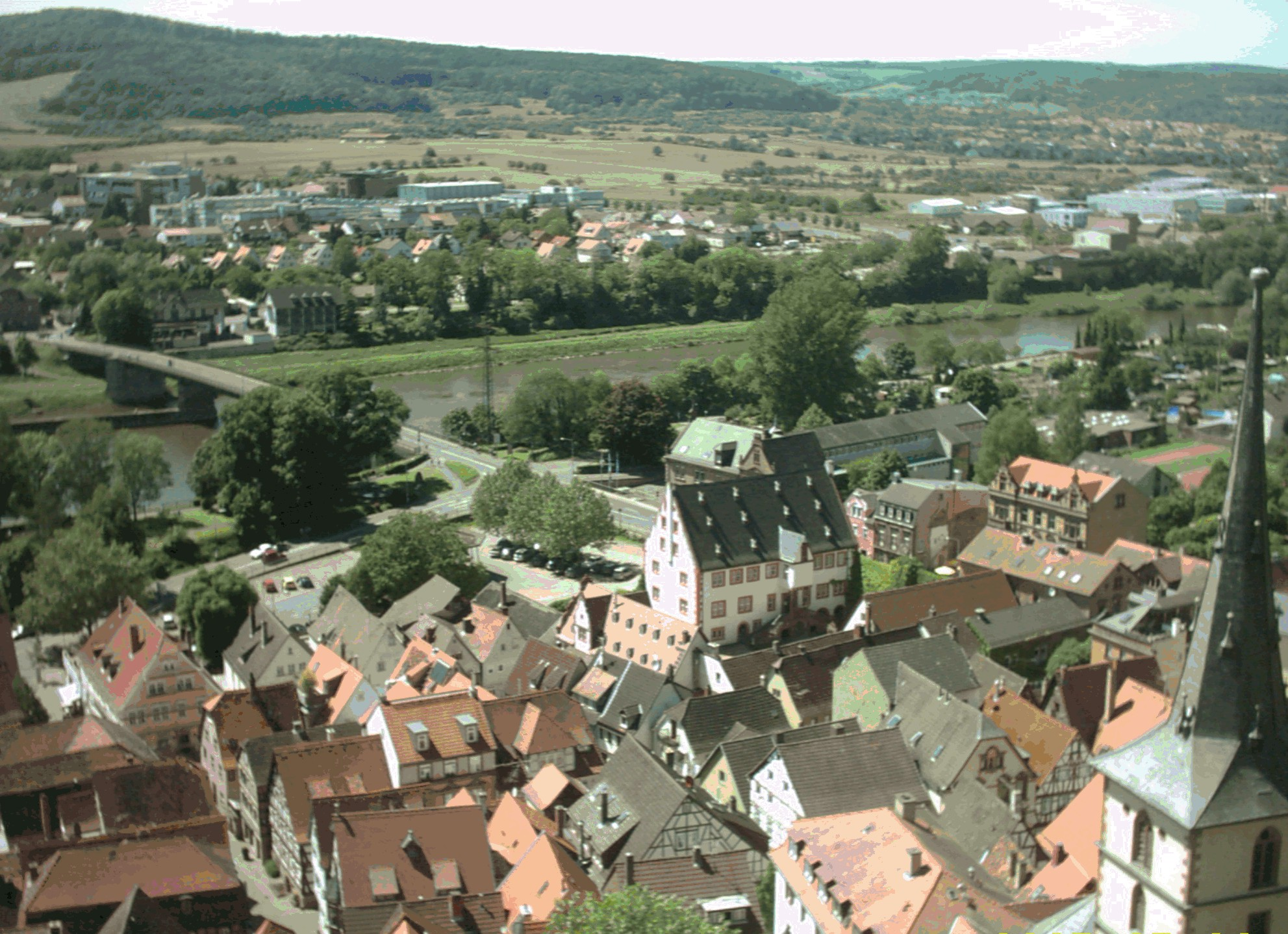
Klingenberg-am-Main.
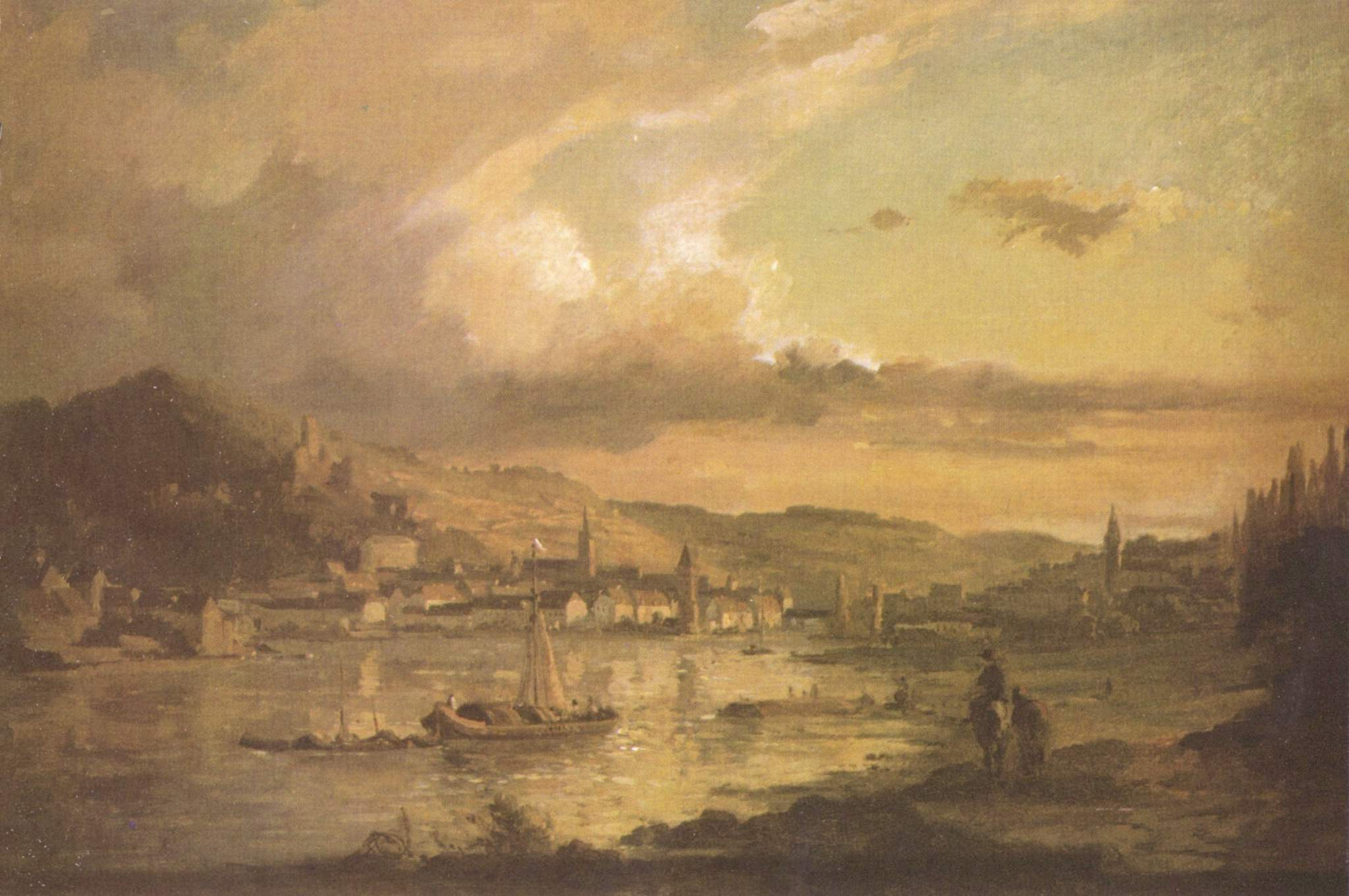
Le Main à Wertheim en 1822.
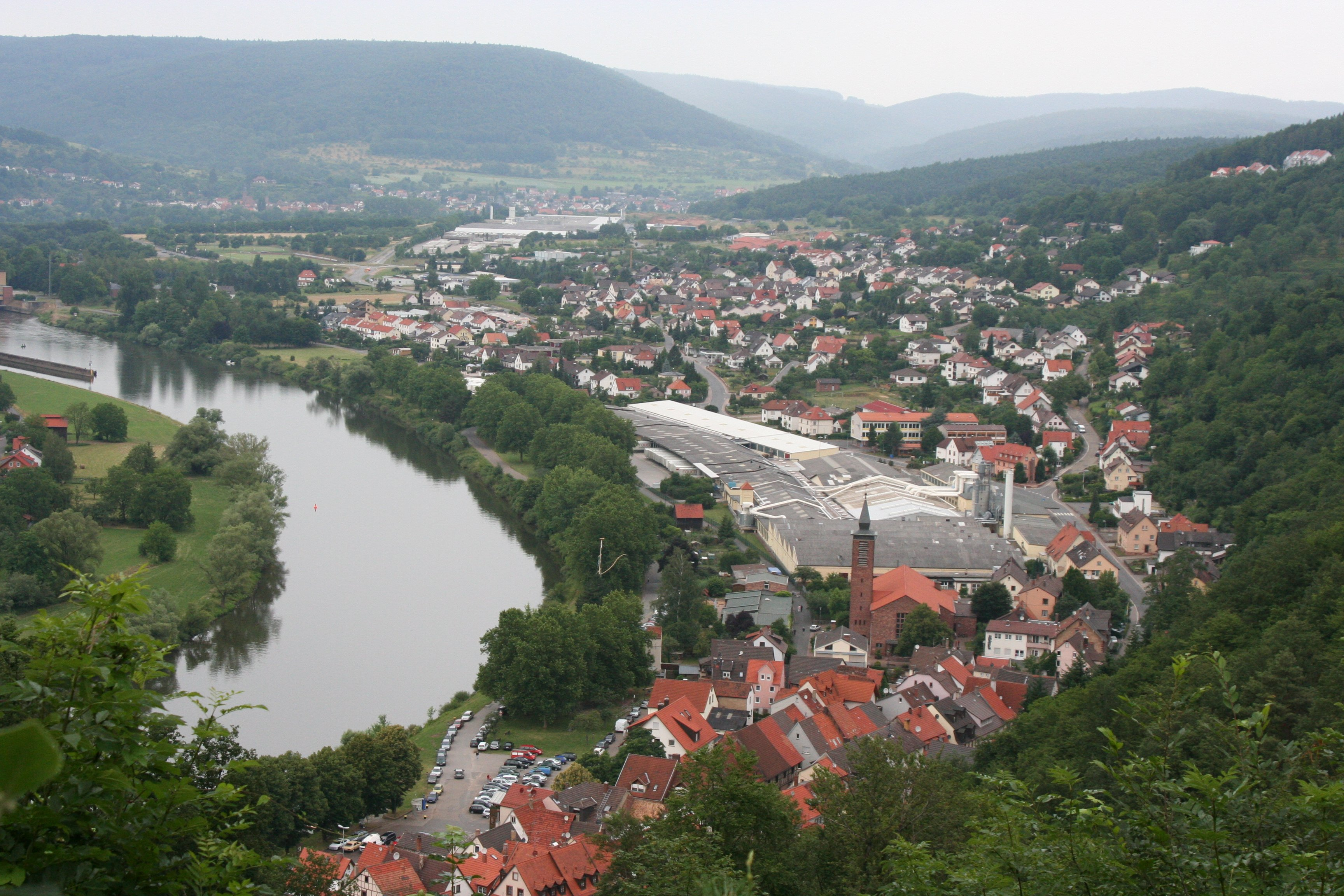
Freudenberg.
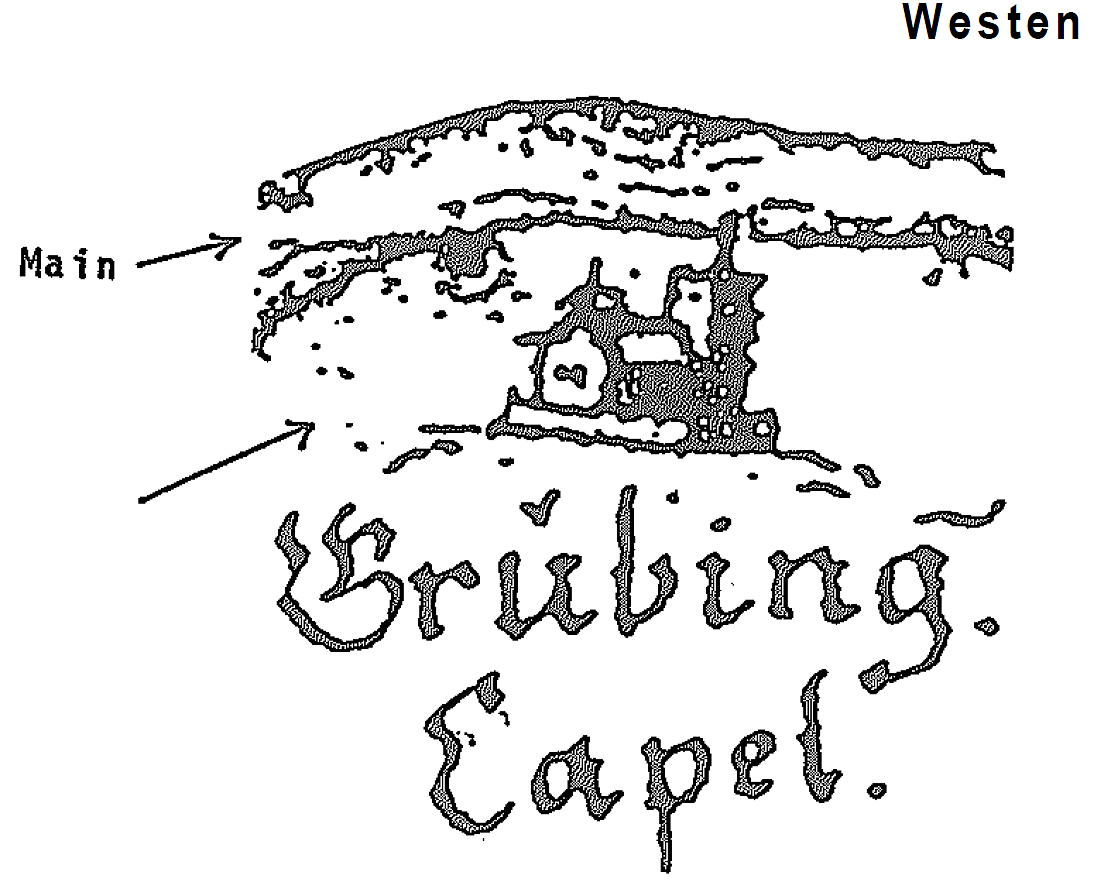
L'église de Grubingen sur la carte du Spessart de Paul Pfinzing de 1594.
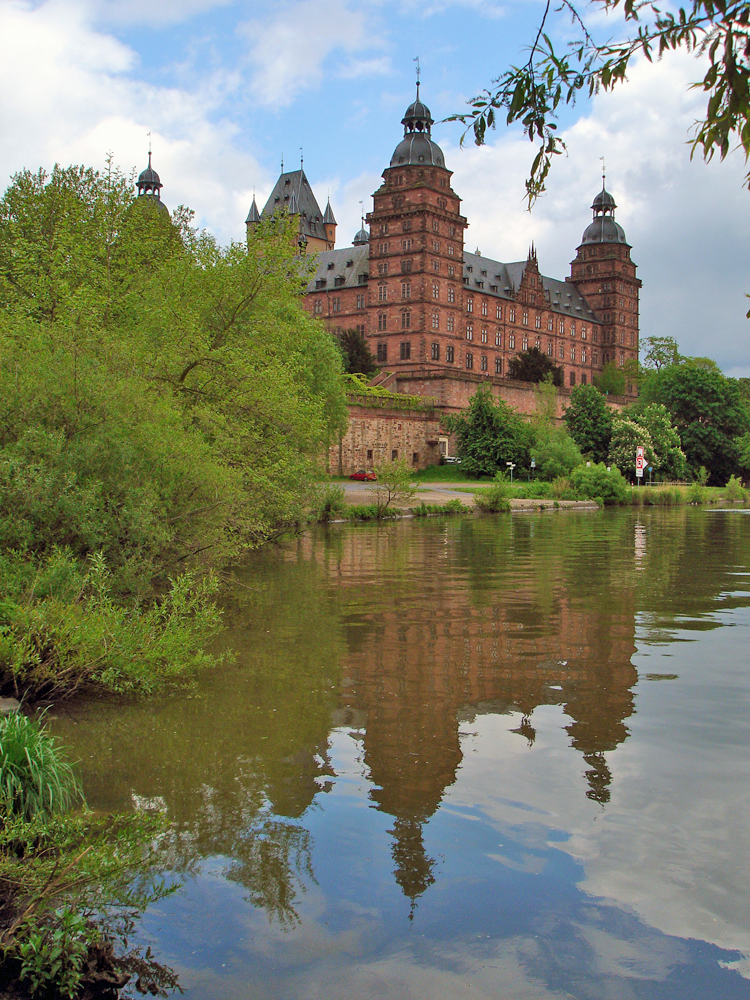
Le château de Johannisburg (Aschaffenburg).

### Le Main inférieur
On regroupe dans le « Bas-Main bavarois » (Bayerischer Untermain) les arrondissements de Miltenberg et d’Aschaffenburg ainsi que la ville-arrondissement d’Aschaffenburg. Cette zone recouvre donc une partie du Carré du Main.
De Seligenstadt à la confluence avec le Rhin, donc dans la totalité de son cours hessois, le Main traverse une zone urbaine très dense. Une seule zone de quelques kilomètres est épargnée par l'urbanisme.
La ville de Seligenstadt, qui s'est constituée autour d'un camp romain, s'étend en rive gauche d'un cours sinueux, s'inclinant peu à peu vers le Nord-ouest, avec sa basilique carolingienne d’Eginhard, et le château des princes de Hohenstaufen.
La ville bavaroise de Karlstein lui fait face. C'est là que la première centrale nucléaire d'Allemagne de l'Ouest a été édifiée en 1961. Ce réacteur expérimental a été désaffecté en 1985 et son démantèlement n'a été mené à terme qu'à la fin de 2008. À Kahl, la commune de plus faible altitude de Bavière (103 m), le Main reçoit par la rive droite les apports du Kahl.

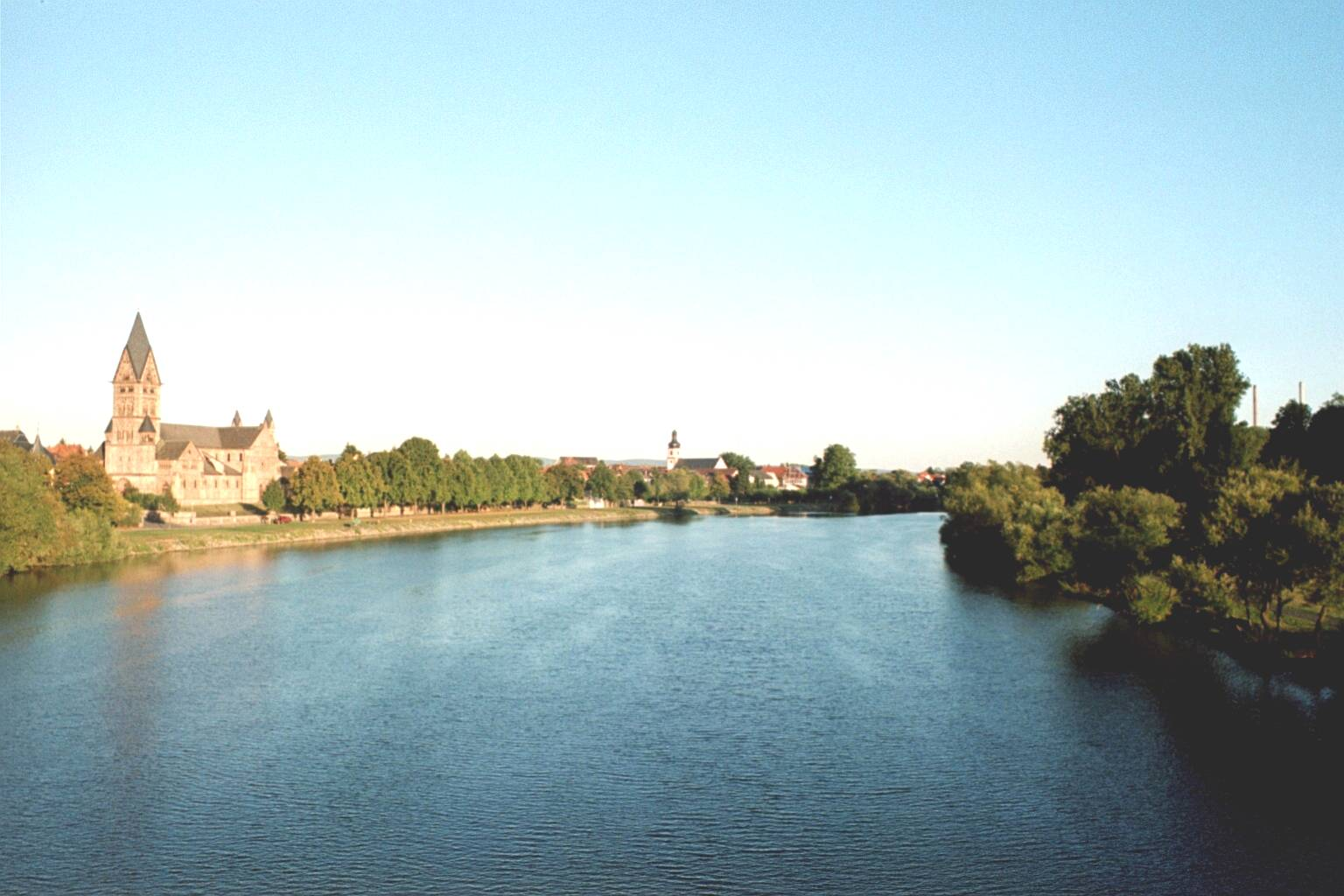
Le Main à Grossauheim.

La première commune de Hesse en rive droite du Main est Großkrotzenburg dont les tours de la centrale thermique sont visibles de loin. La commune de Hainburg lui fait face : les deux villes sont reliées par le viaduc de Limesbrücke, situé en aval de la centrale à charbon.
Plus à l'aval, on tombe en rive droite sur Großauheim, qui n'est plus aujourd'hui qu'un faubourg de la cité industrielle de Hanau, comptant plus de 90 000 habitant. Les faubourgs de la rive gauche du Main sont Klein-Auheim et Steinheim, face au port fluvial de Hanau, qui est l'un des principaux ports fluviaux de la région.

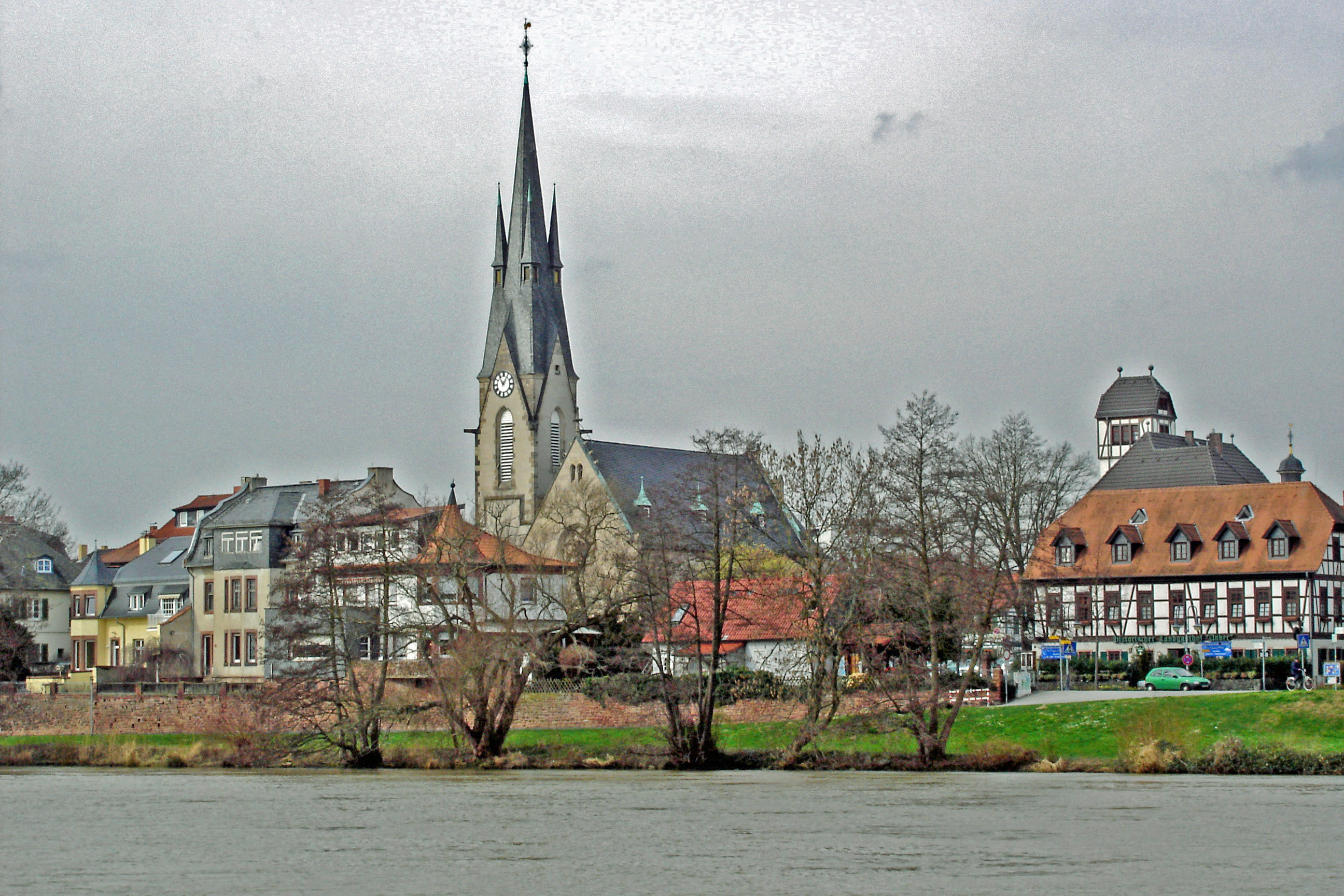
L'église de la Paix à Hanau

Le centre historique de cette vieille ville de garnison se trouve en rive droite. Il a été pratiquement entièrement rasé par les bombardements de 1945. Le Canal du Main, d'intérêt historique, dont le bief aval est encore géré par le Service de la Navigation d'Aschaffenburg qui l'exploite comme une darse, desservait le quartier de Neustadt Hanau. De Neustadt Hanau au château baroque de Philippsruhe, dans le quartier de Kesselstadt, la rivière est longée par la Philippsruher Allee, qui fut d'abord un chemin de halage aménagé au milieu du XVIIIe siècle. Ce boulevard est interrompu par la confluence de la Kinzig, qui entoure par son méandre la quasi-totalité du centre-ville historique d'Hanau.
Trois ponts traversent le Main dans Hanau intra muros.

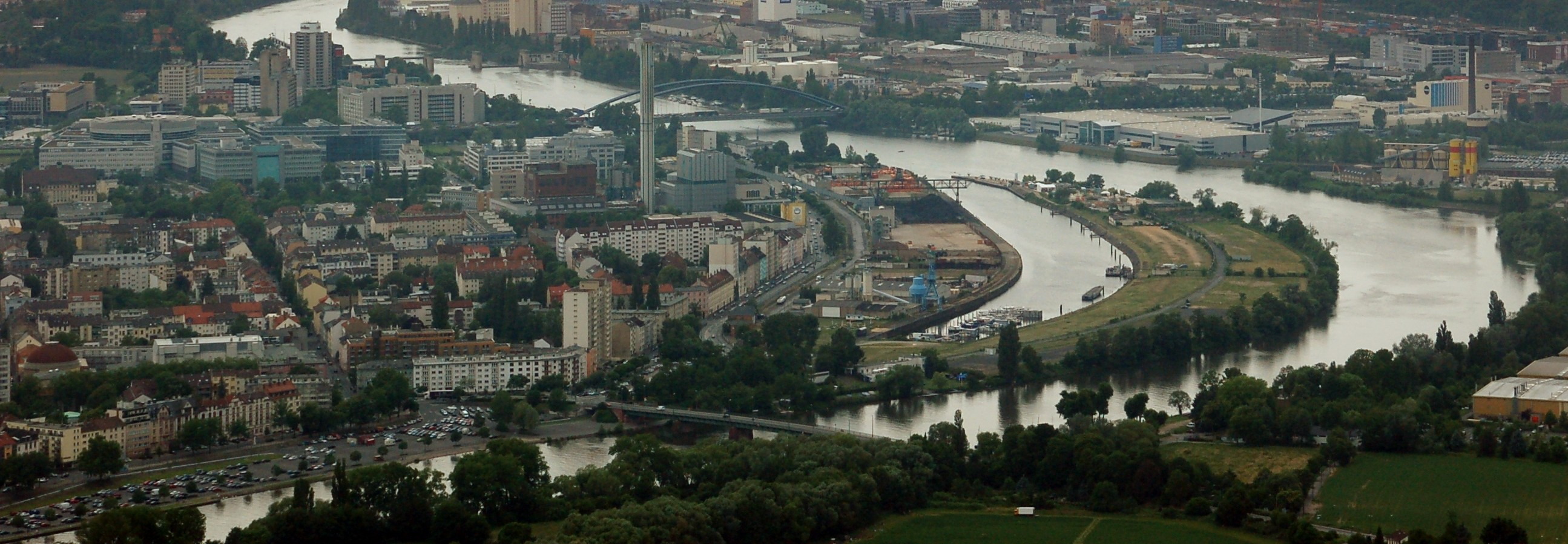
Le Main à Offenbach-am-Main et les quais d'Offenbach.

En aval de Hanau, le Main s'écoule vers l'Ouest et forme ensuite un double méandre en S entre Maintal, Francfort Rive-droite et Offenbach en rive gauche. En rive sud, viennent les faubourgs d'Offenbach : Rumpenheim et son château, et Bürgel. Ils sont séparés par la zone humide de Schultheisweiher. Deux rocades relient les berges d'Offenbach à la ville de Maintal.
Le centre-ville de la ville industrielle d'Offenbach am Main, peuplé de 120 000 habitants, se trouve à l'extérieur du méandre suivant. Le front de rivière d'Offenbach est dominé par le château d'Isenburg.
L'intérieur du méandre est occupé par un quartier de Francfort, celui de Fechenheim. À cet endroit, le Main rejoint l'un des plus grands bassins industriels d'Allemagne, qui s'étend des faubourgs de Francfort, Bergen-Enkheim à Offenbach en passant par Fechenheim et le terminal est. Trois ports fluviaux en occupent les berges : le port d'Offenbach, Francfort-Oberhafen et Francfort-Osthafen, équipés de cinq grands bassins à flot. Les changements structurels survenus à la fin du XXe siècle ont amené à l’abandon d'une partie de ces infrastructures portuaires : ainsi le môle du port d'Offenbach a été converti en Beach-Club. Un peu en aval du déversoir d'Offenbach se trouve, en rive gauche de la rivière, le moulin Gerber : c'est là qu'au mois de septembre 1815, Goethe venait retrouver son égérie Marianne von Willemer.
À la traversée de Francfort, entre les ponts de Deutschherrnbrücke et de Main-Neckar, le front de rivière est comparable à celui du Rhin à Cologne et Düsseldorf, ou celui de l’Elbe à Dresde. En l’espace de 4 km, neuf ponts franchissent la rivière et deux voies ferrées, l’une de la S-Bahn et l'autre de l’U-Bahn passent par un même tunnel sous-fluvial. À mesure que l'on va vers l'est, on reconnaît l’horizon de gratte-ciels avec au premier plan les tours de la collégiale Saint-Barthélemy et l’église de l'Altstadt. Le centre-ville est en rive droite, tandis que le quartier de Sachsenhausen et sa « rive des musées » sont sur la rive gauche. En amont de l’historique Alte Brücke il y a une île ; la passerelle en fer franchit le Main entre Saalhof am Römerberg et l’église des Rois-Mages de Sachsenhäusen. En rive droite, le bassin à flot désaffecté du Port de l'Ouest a été reconverti en halte de plaisance ; les entrepôts ont cédé la place à des logements collectifs et une zone industrielle.
Quelques kilomètres en aval du centre-ville, la vieille ville de Höchst se dresse en rive droite, à la confluence du Main et de la Nidda ; elle est aujourd'hui rattachée à la communauté urbaine de Francfort. La tour Renaissance du château des princes-électeurs, l’église carolingienne et les remparts sont bien visibles de cet endroit. Puis il y a une zone industrielle de 4 km2 juste à l'ouest du centre historique de Höchst, où se trouve l'usine-mère du groupe chimique Hoechst AG et où a été aménagée une plate-forme à conteneurs et un terminal ferroviaire, le Trimodalport. En rive droite, c'est le quartier de Sindlingen, puis au but d'un coude important, en rive gauche, l'arsenal de Kelsterbach .
Un terminal pétrolier et un quai pour l’agroalimentaire est implanté dans la boucle de Kelsterbach (il dessert entre autres l’aéroport de Francfort). Hattersheim-Okriftel d'une altitude un peu supérieure, possède une estacade ; ce faubourg abrite l'ancienne usine Phrix, ainsi qu'un quai à pondéreux. Même le pont en treillis d'Eddersheim en aval du déversoir éponyme est légèrement surélevé en rive droite.
À l'aval du croisement entre l'A 3 et la LGV Cologne - Francfort, il y a en rive gauche un terminal pétrolier de Shell Oil GmbH. Les deux rives, rendues à l'agriculture, sont plantées d'arbres ; quelques plages de sable sont réservées pour les baignades. La B 43 passe à Raunheim en rive gauche. L'ancien déversoir de Raunheim, avec son port et ses amarrages, est désormais le siège du club nautique du Main aval.
Les sources écrites font allusion à un ancien bras du Main qui se détachait du lit principal entre Raunheim et Rüsselsheim am Main, s'écoulait le long des faubourgs de Rüsselsheim : Haßloch et Königstädten et se jetait dans l'ancien lit du Neckar (l'actuel Rhin), à Ginsheim. Le fossé de Horlach,à l'est et au sud de Haßloch, semble en être le vestige.
La ville de Flörsheim et sa halte fluviale se trouve en rive droite du Main ; en rive gauche, il y a Rüsselsheim am Main siège des usines Adam Opel AG.
Un peu avant la confluence, à Hochheim, les vignobles s'étendent jusqu'à la rivière ; ces célèbres vignobles de Hochheim se rattachent au cépage de Rheingau. Les ponts de Hochheim, l'un rattaché au périphérique de Mayence, et l'autre à la ligne ferroviaire de Hochheim, traversent le Main un peu en aval, entre Hochheim et Bischofsheim.
Les ultimes agglomérations bordant le Main sont les faubourgs de Kostheim en rive droite et de Gustavsburg en rive gauche qui, se trouvant comme Bischofsheim sur la rive droite du Rhin, ont été séparés en 1945 de Mayence comme Zone d'occupation américaine en Allemagne. Depuis Kostheim est un faubourg de Wiesbaden et Gustavsburg est rattaché à Ginsheim-Gustavsburg. Le barrage de Kostheim, à hauteur de Gustavsburg, est le dernier déversoir du Main avant la confluence.
Le Main se jette dans le Rhin au lieu-dit Mainspitze, face à la Citadelle de Mayence ; l'ancienne confluence a été réaménagée pour former le bassin à flot de Kostheim, qui avec le Main et le Rhin borde l'île de Maaraue.

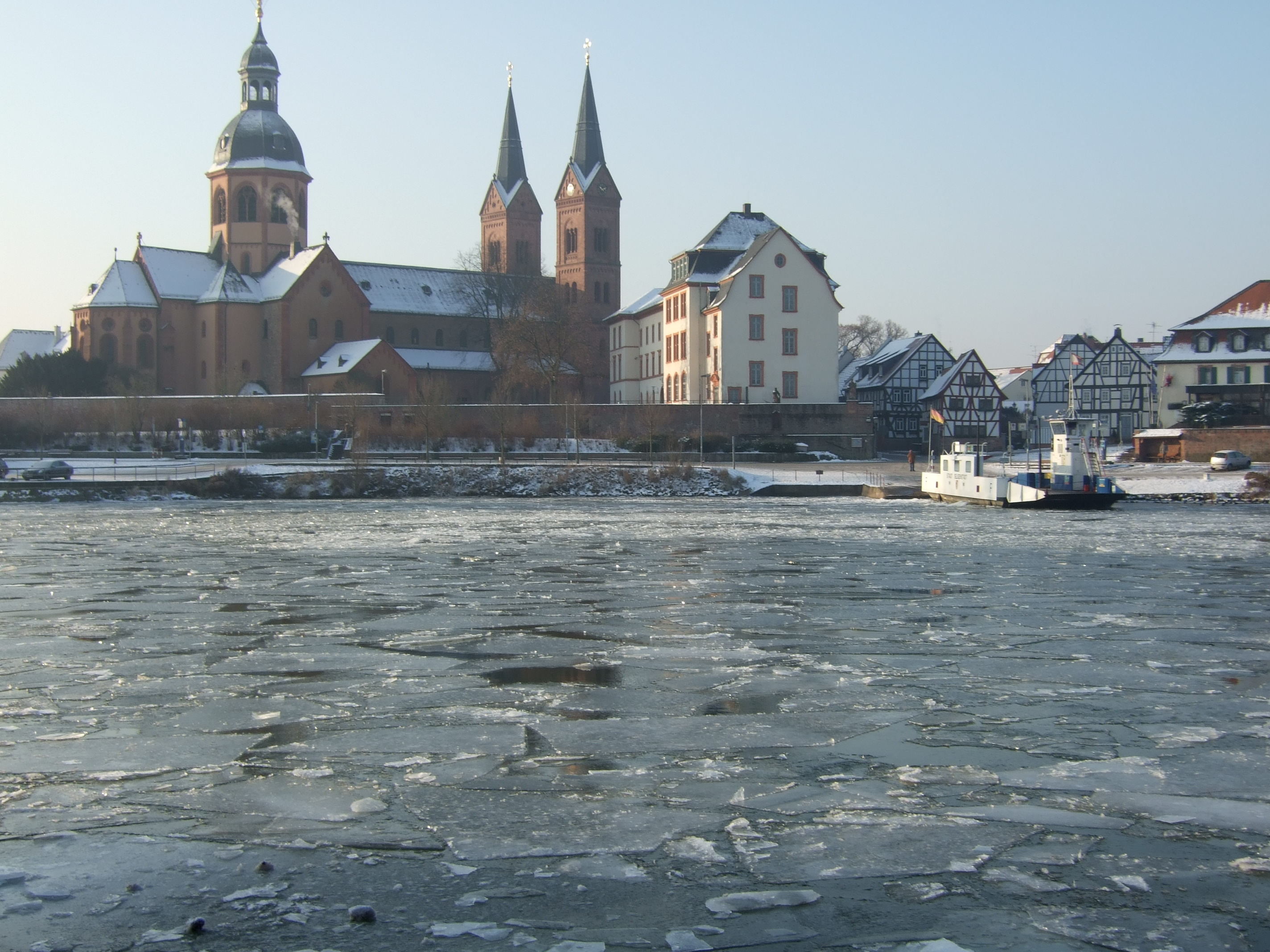
Embâcles sur le Main à Seligenstadt.
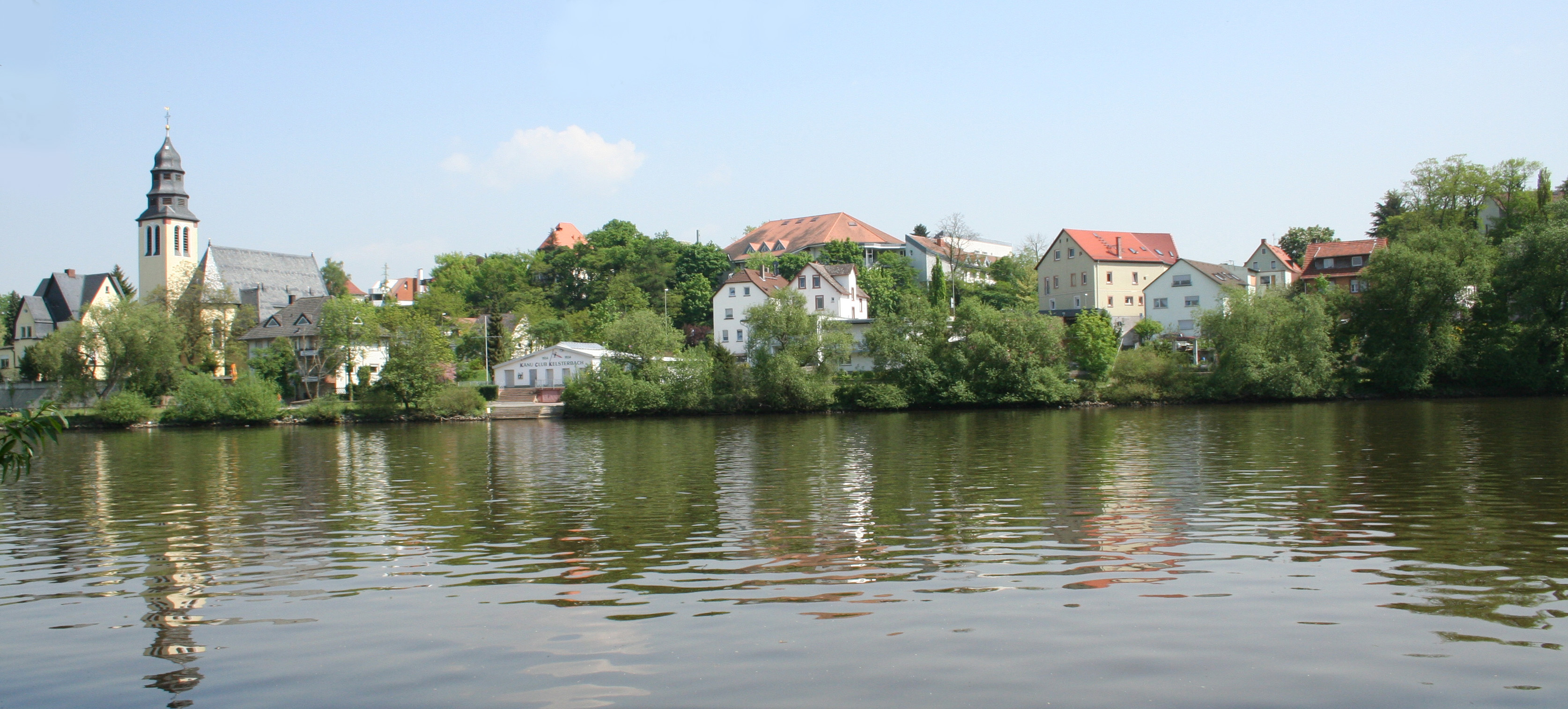
Le Main à Kelsterbach.
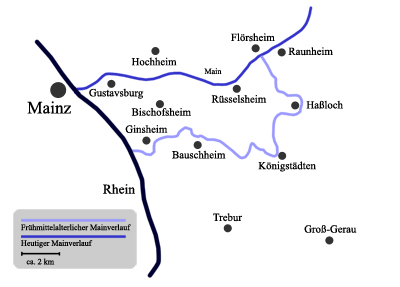
Le Main au Moyen Âge avec son bras de décharge au sud (Horlache).
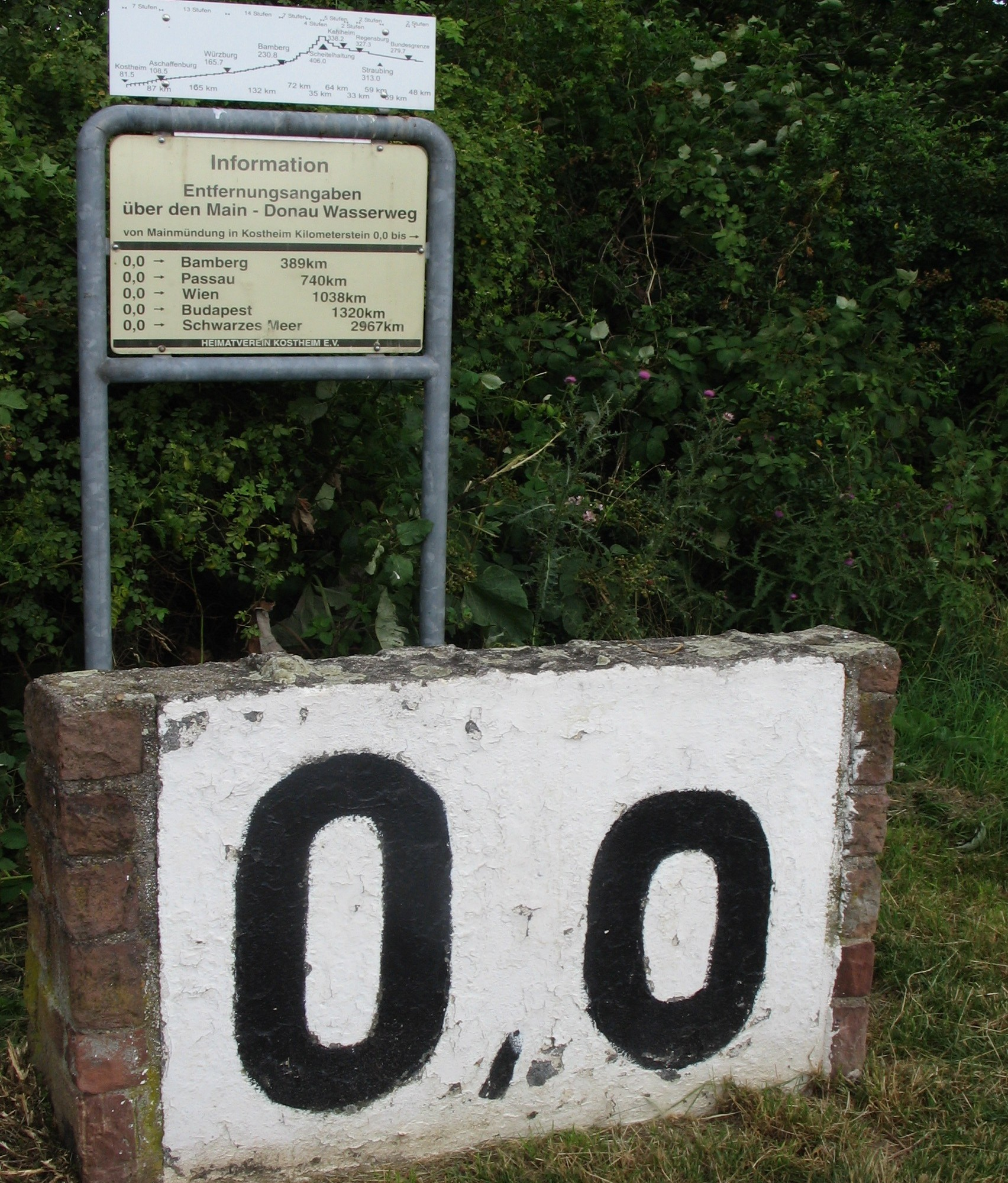
Le kilomètre zéro sur l'île de Maaraue à Mayence-Kostheim.
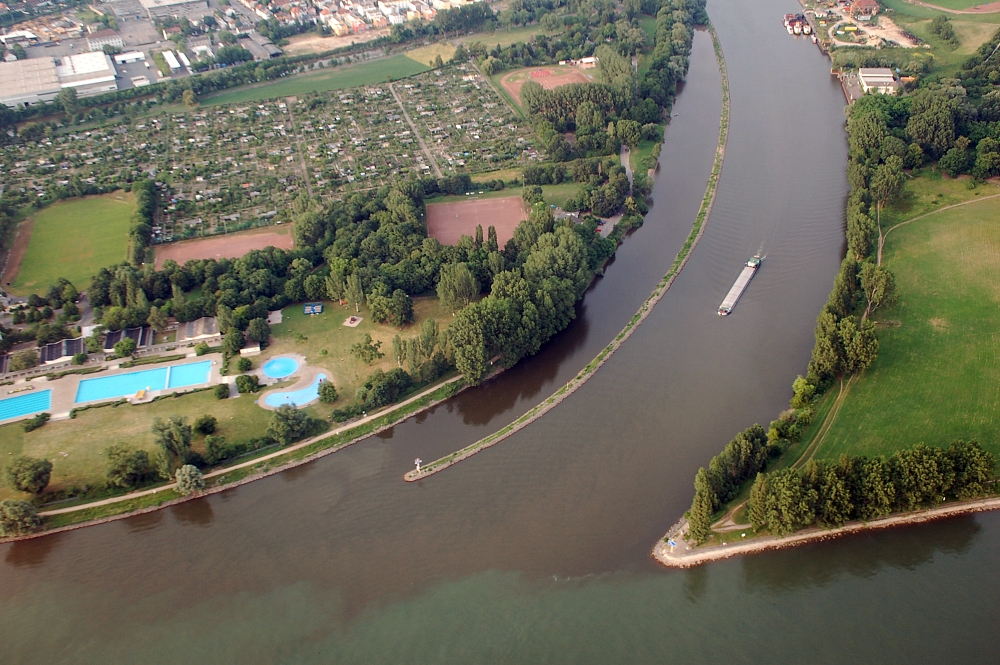
La confluence du Main et du Rhin.

### Affluents

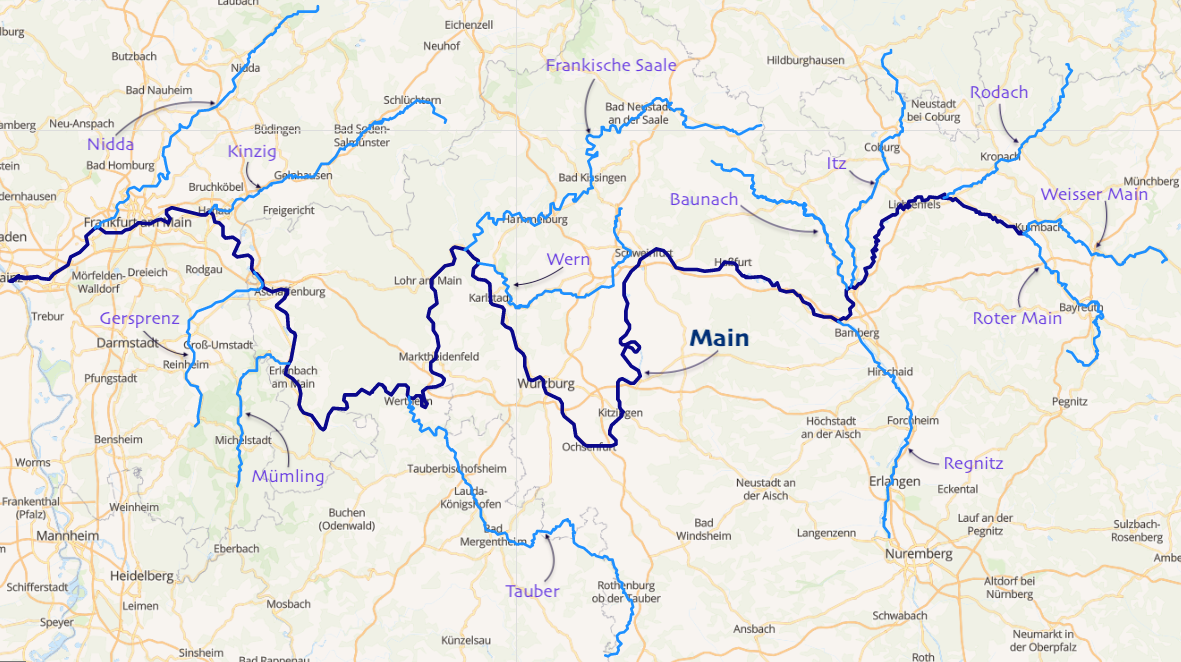
Le bassin du Main avec ses affluents de plus de 50 km.

Les plus longs affluents du Main sont la Saale franconienne (par la rive droite, 125 km), la Tauber (par la rive gauche, 114 km), la Nidda (par la rive droite, 90 km), la Kinzig (par la rive droite, 86 km) et la Regnitz (par la rive gauche, 59 km).
Avec son affluent la Pegnitz, la Regnitz a une longueur de 162 km et est le principal affluent, d'autant qu'elle apporte un débit considérable (56,6 m3/s), supérieur à celui du Main (44,7 m3/s) : à ce titre, on peut la considérer comme le cours d'eau majeur du bassin hydrographique du Main. La Pegnitz arrose en outre ce qui est de loin la plus grande agglomération des affluents du Main : Nuremberg.

## Importance économique
Bien que sinueux, le Main est navigable par des péniches à grand gabarit sur 396 km entre Mayence et l’embouchure de la Regnitz près de Bamberg, où il rejoint le canal Rhin-Main-Danube, formant avec ce dernier une voie navigable continue à grand gabarit entre le Rhin et le Danube et donc entre la mer du Nord et la mer Noire.

## Galerie

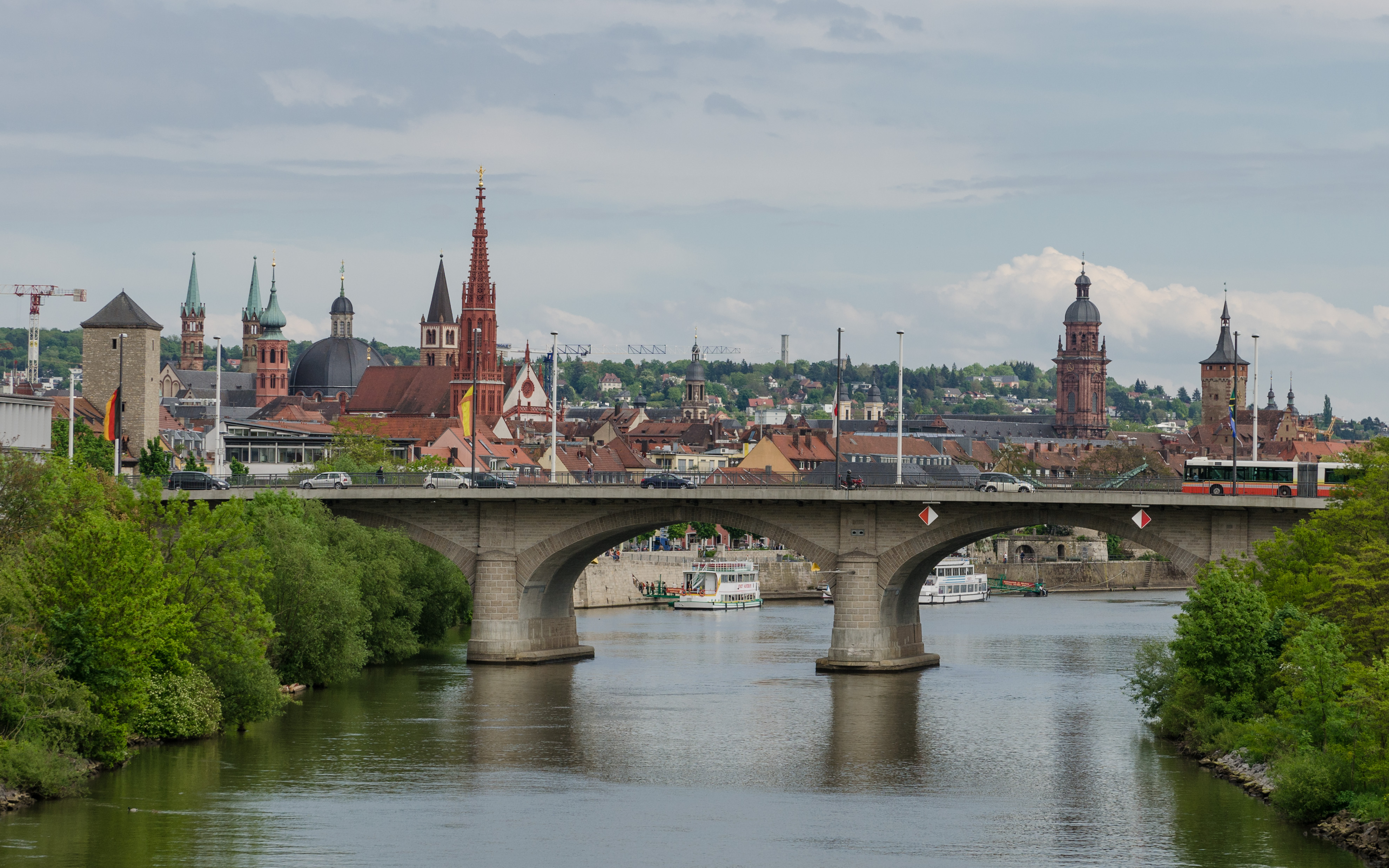
Le pont de la Paix à Wurtzbourg.
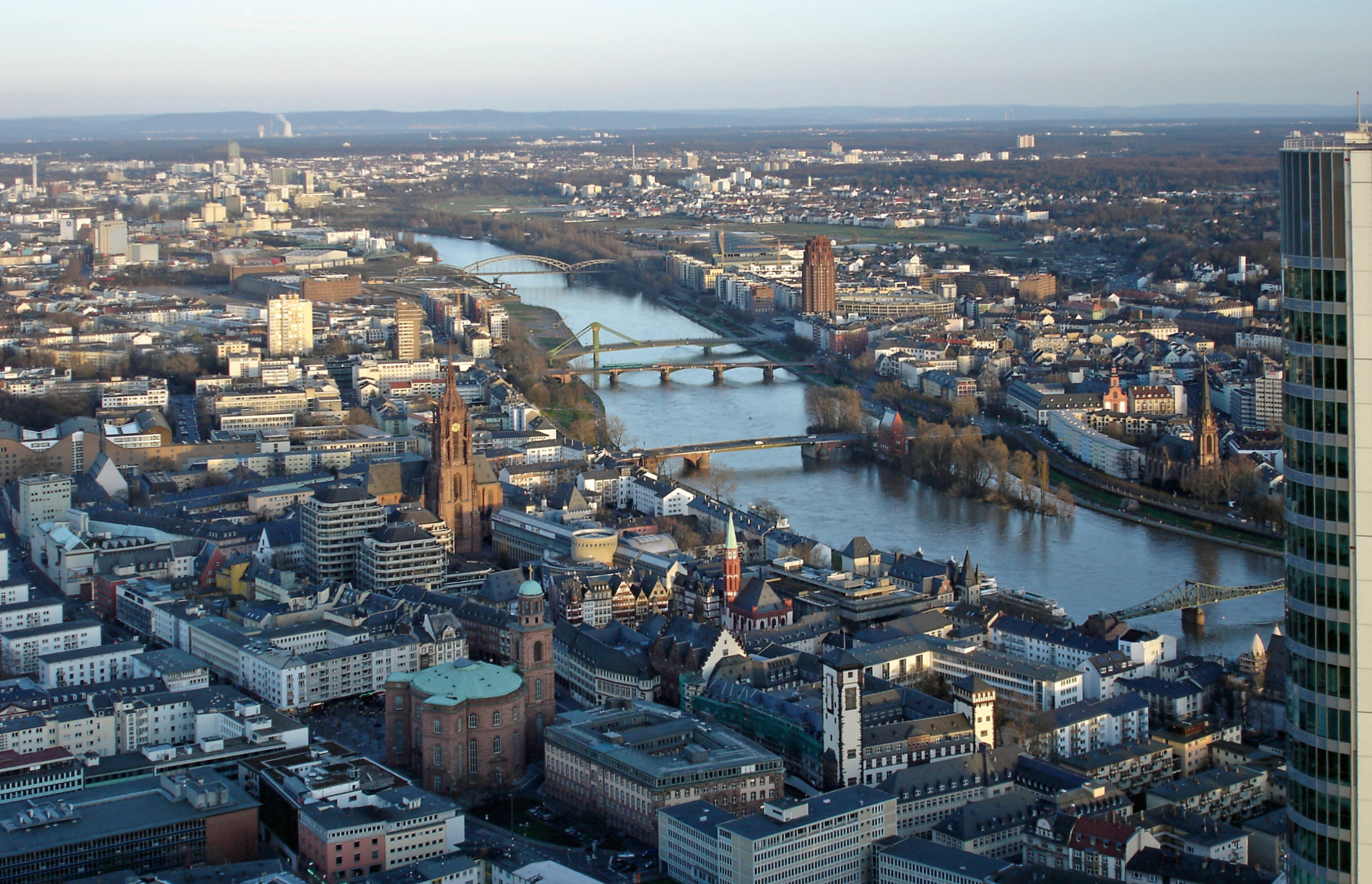
Francfort.
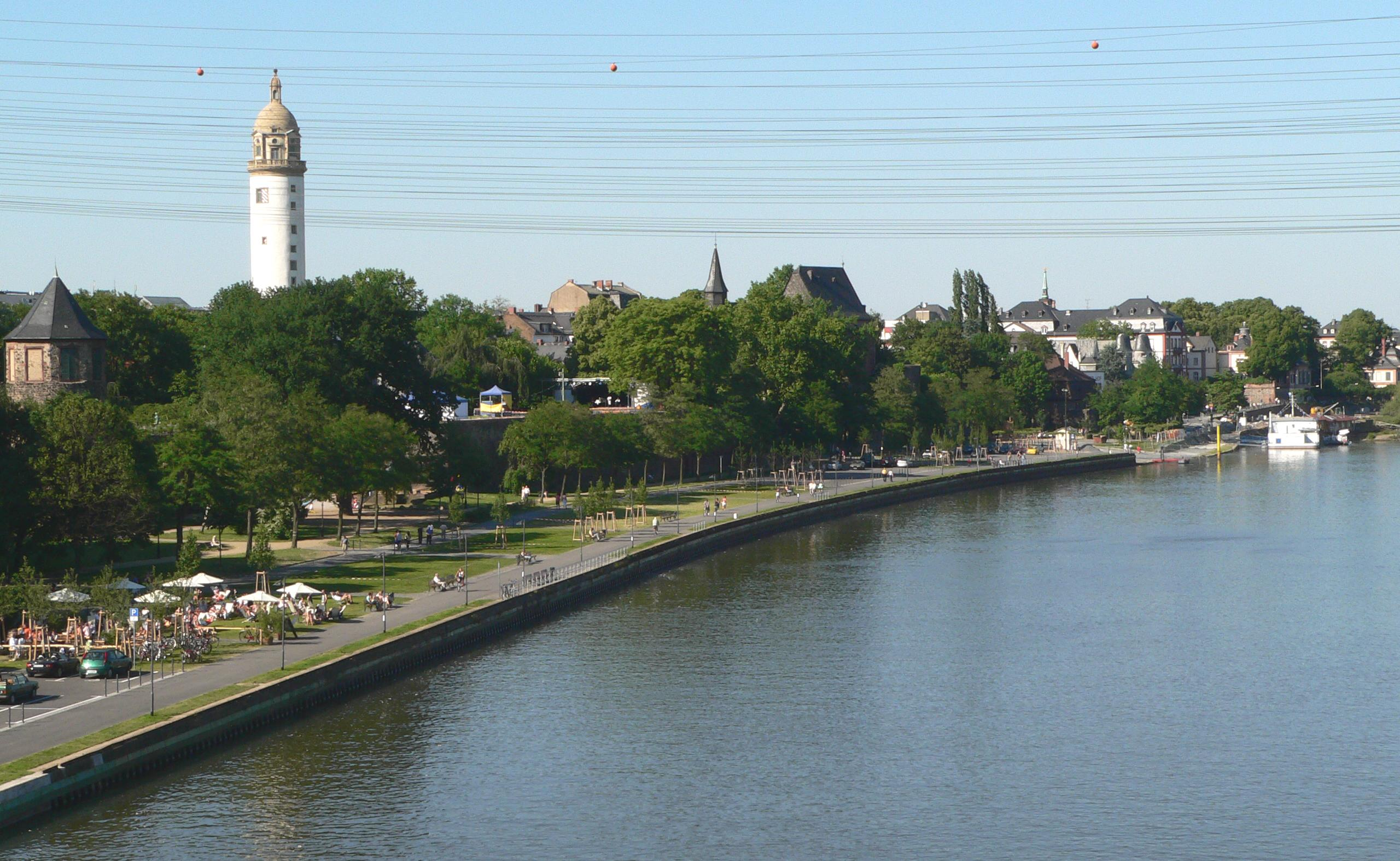
Höchst.

## Vallée du Main

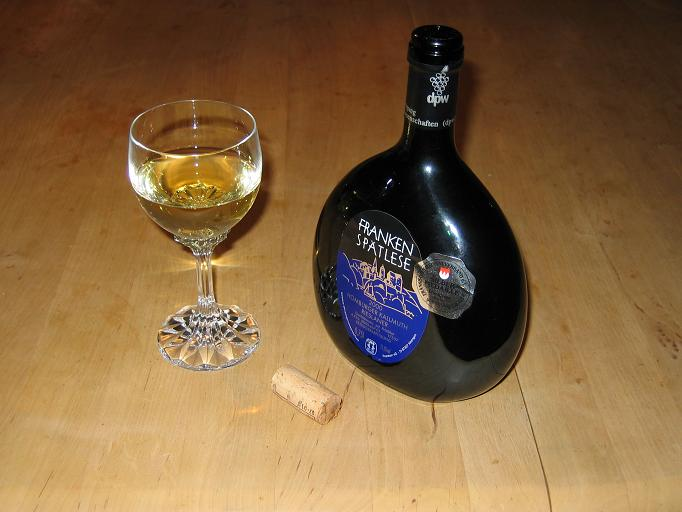
Vin de Franconie.

Elle est connue pour son vin franconien sec, embouteillé traditionnellement dans des flasques (type Armagnac) appelées en allemand Bocksbeutel (« bourse de bouc »).

## Histoire
Ce cours d'eau a été impliqué dans de nombreuses batailles et guerres depuis l'Antiquité.